# Высоцкий, Владимир Семёнович
Влади́мир Семёнович Высо́цкий (25 января 1938, Москва — 25 июля 1980, там же) — советский поэт, актёр театра и кино, автор-исполнитель песен (бард), прозаик, сценарист; заслуженный артист РСФСР (1986, посмертно), лауреат Государственной премии СССР («за создание образа Жеглова в телевизионном художественном фильме „Место встречи изменить нельзя“ и авторское исполнение песен», 1987, посмертно).
Как поэт Высоцкий реализовал себя, прежде всего, в жанре авторской песни. Первые из написанных им произведений относятся к началу 1960-х годов. Вначале они исполнялись в кругу друзей, позже получили широкую известность благодаря распространявшимся по стране магнитофонным записям. Поэзия Высоцкого отличалась многообразием тем (уличные, лагерные, военные, сатирические, бытовые, сказочные, «спортивные» песни), остротой смыслового подтекста и акцентированной социально-нравственной позицией автора. В его произведениях, рассказывающих о внутреннем выборе людей, поставленных в экстремальные обстоятельства, прослеживались экзистенциальные мотивы. Творческая эволюция Высоцкого прошла в несколько этапов. В его раннем творчестве преобладали уличные и дворовые песни. С середины 1960-х годов тематика произведений начала расширяться, а песенные циклы — складываться в новую «энциклопедию русской жизни». В 1970-х годах значительную часть творчества Высоцкого составляли песни и стихотворения исповедально-философского характера, поэт часто обращался к вечным вопросам бытия.
Театральная биография Высоцкого, окончившего в 1960 году Школу-студию МХАТ, связана главным образом с работой в Театре на Таганке. На его сцене актёр играл Галилея (спектакль «Жизнь Галилея», 1966), Хлопушу («Пугачёв», 1967), Гамлета («Гамлет», 1971), Лопахина («Вишнёвый сад», 1975), Свидригайлова («Преступление и наказание», 1979).
Дебют Высоцкого в кино состоялся в 1959 году, когда он сыграл эпизодическую роль в фильме «Сверстницы». За годы работы в кинематографе актёр снялся в более чем двадцати пяти фильмах. Кинобиография Высоцкого включает роли подпольщика Бродского («Интервенция», 1968), зоолога фон Корена («Плохой хороший человек», 1973), капитана Жеглова («Место встречи изменить нельзя», 1979), Дон Гуана («Маленькие трагедии», 1979) и другие. Исследователи отмечали, что в сценических и экранных работах Высоцкого экспрессивность сочеталась с психологической достоверностью. В ряде спектаклей, а также в художественных фильмах, теле- и радиопостановках он выступал и как автор песен.
При жизни Высоцкого его песни не получили в СССР официального признания. В 1968 году в печати была развёрнута кампания по дискредитации его музыкально-поэтического творчества. Вплоть до 1981 года ни одно советское издательство не выпустило книгу с его текстами. Цензурные ограничения частично были сняты только после смерти Высоцкого, когда вышел в свет сборник его поэтических произведений «Нерв» (составитель — Роберт Рождественский). Тем не менее цензорский контроль за публикациями стихов и песен Высоцкого, а также посвящённых ему газетно-журнальных статей продолжал действовать вплоть до перестройки. Легализация его творчества началась в Советском Союзе в 1986 году, когда при Союзе писателей СССР была создана комиссия по литературному наследию Высоцкого. Со второй половины 1980-х годов начался выпуск книг и собраний сочинений поэта, ведётся исследовательская работа, посвящённая его творчеству. По некоторым оценкам, Высоцкий, занимающий одно из центральных мест в истории русской культуры XX века, «оказал сильное влияние на формирование взглядов своих современников и последующих поколений».

## Происхождение, семья
Владимир Высоцкий родился 25 января 1938 года в Москве в семье Нины Максимовны и Семёна Владимировича Высоцких. Дед поэта по материнской линии — Максим Иванович Серёгин (1872—1934) — был уроженцем села Огарёво, расположенного между городами Тулой и Ефремовом. В Москву он приехал в четырнадцатилетнем возрасте и значительную часть жизни проработал швейцаром в столичных гостиницах. Бабушка Владимира Семёновича — Евдокия Андреевна Серёгина (урождённая Синотова, 1890—1931) — прибыла в Москву из деревни Утицы, находившейся близ станции Бородино. Рано выйдя замуж, она посвятила себя семье, в которой родились пятеро детей: двое сыновей и три дочери, в том числе Нина Максимовна (1912—2003). Серёгины часто меняли место жительства, пока в 1923 (возможно, в 1924-м) году Максим Иванович не получил комнату в трёхэтажном кирпичном доме № 126 на Первой Мещанской улице, где прежде размещались номера гостиницы «Наталис». В 1932 году Нина Максимовна завершила учёбу в Московском областном комбинате иностранных языков на Сретенском бульваре, 9/2 (немецкое отделение); имея диплом референта-переводчика, она в разные годы работала в ВЦСПС, «Интуристе», Министерстве внешней торговли, НИИ химического машиностроения и других учреждениях.
В 1935 (по другим данным — в 1936-м) году Нина Серёгина познакомилась со студентом политехникума связи Семёном Высоцким (1916—1997). Согласно его воспоминаниям, регистрация их брака состоялась в Москве, после чего супруги уехали в Новосибирск, к месту распределения мужа. В 1937 году Нина Максимовна вернулась домой, на Первую Мещанскую.

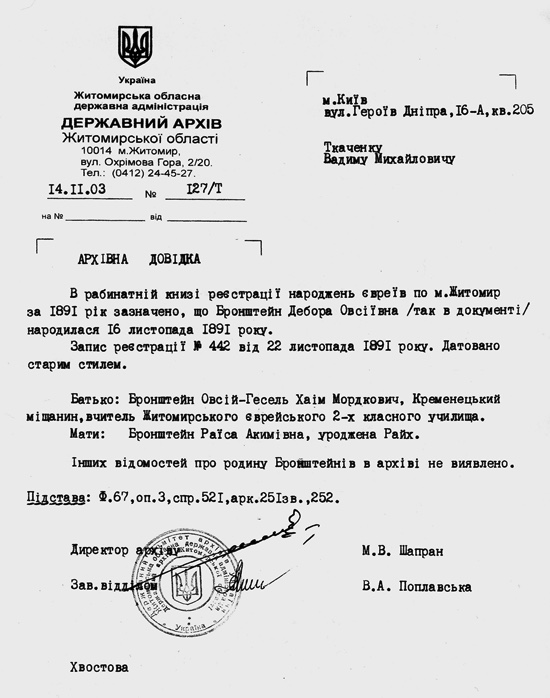
Архивные данные из Житомира о Бронштейн Деборе

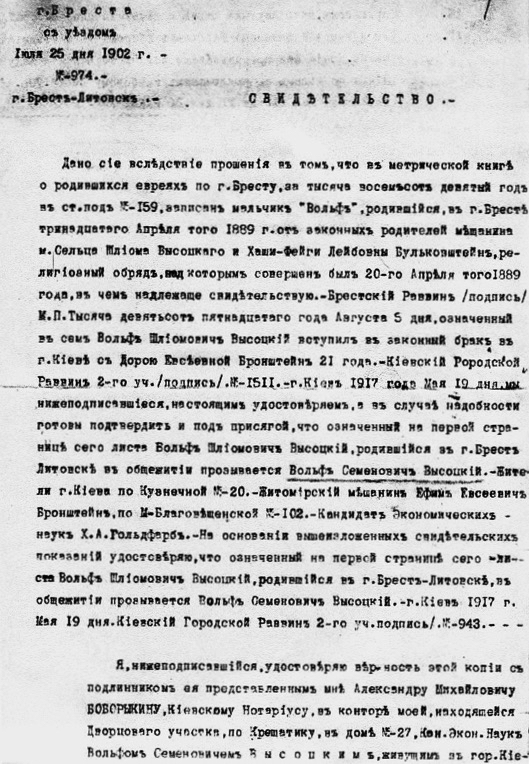
Архивные данные о Вольфе Шлиомовиче Высоцком

Дед Высоцкого по отцовской линии — Вольф Шлиомович Высоцкий (1889—1962) — появился на свет в городе Брест-Литовске в семье стеклодува. Последовательно окончив Люблинское коммерческое училище, экономический факультет Киевского коммерческого института, юридический факультет Киевского университета и промышленный факультет Киевского института народного хозяйства, он во время НЭПа открыл мастерскую театрального грима. В 1926 году Вольф Высоцкий переехал с семьёй в Москву, где работал юрисконсультом, химиком, экономистом. Ещё в 1915 году он женился на Доре (Деборе) Евсеевне Бронштейн (1891—1970). Бракосочетание было проведено в соответствии с еврейскими обрядами. Согласно записям в документах, 26-летний жених — «из селецких мещан», 21-летняя невеста — «девица фельдшерица». В семье родились двое сыновей. Младший — Алексей (1919—1977) — стал впоследствии кадровым военным, писателем и режиссёром-документалистом. Старший, Семён, после завершения учёбы в политехникуме и прохождения курсов вневойсковой подготовки связал свою жизнь с военной службой. Семён Владимирович — кавалер более чем двадцати орденов и медалей, почётный гражданин городов Кладно и Праги. В послевоенные годы он окончил Военную академию связи имени С. М. Будённого, перед отставкой имел звание гвардии полковника.

## Детство

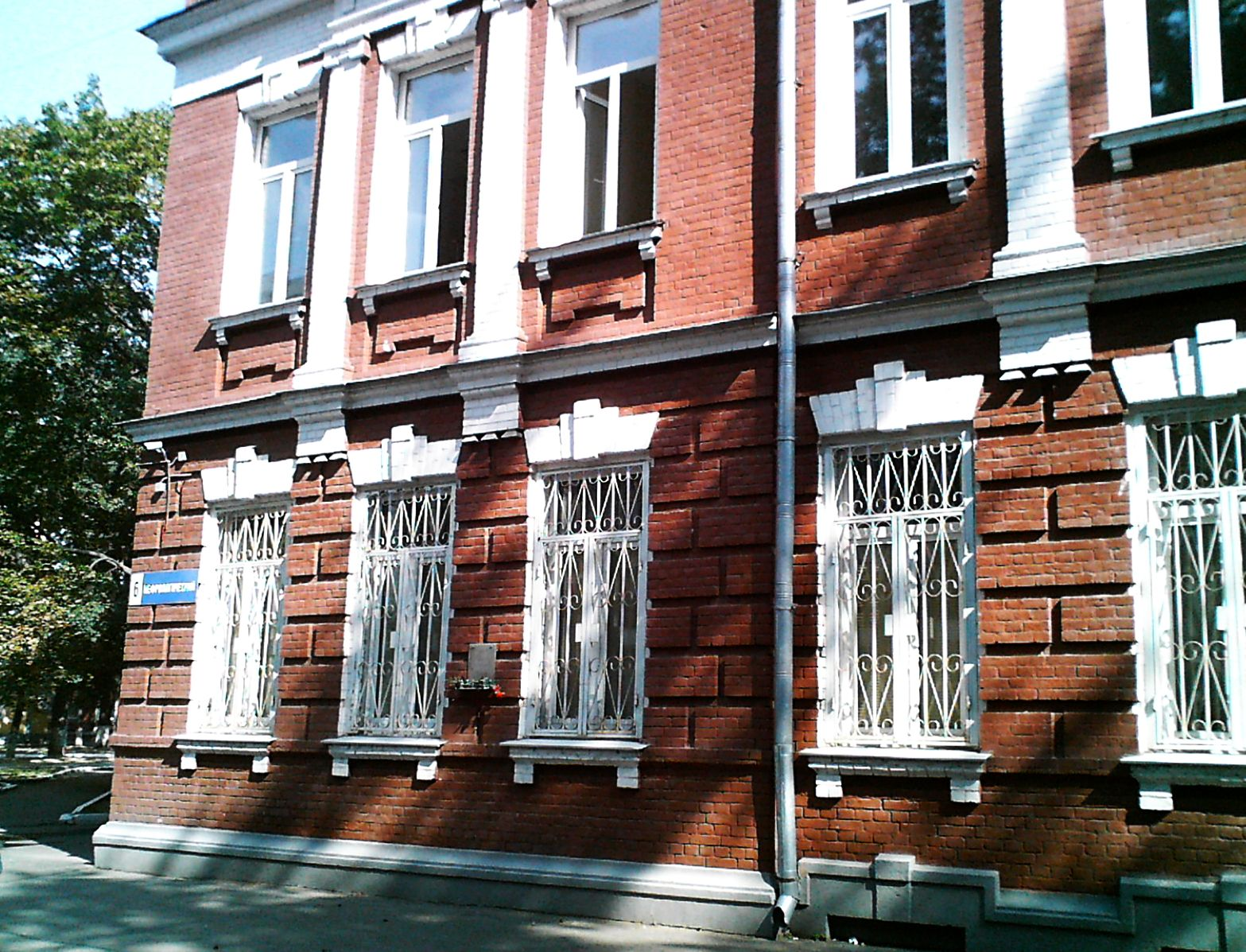
Родильный дом, где Высоцкий появился на свет

Владимир Высоцкий родился 25 января 1938 года в московском родильном доме № 8, расположенном на 3-й Мещанской улице (ныне — ул. Щепкина, дом 61/2). Согласно воспоминаниям Нины Максимовны Высоцкой, её сын появился на свет утром, в 9 часов 40 минут; вес новорождённого составлял 4 килограмма, рост — 52 сантиметра. Поначалу мальчик был рыжеватым, с синими глазами и тёмными ресницами. Имя для будущего ребёнка родители начали выбирать задолго до его рождения. Перед отъездом в одну из служебных командировок Семён Владимирович, зная, что младенец может появиться в его отсутствие, попросил назвать сына Владимиром. Из роддома молодая мать с Володей пришли в «дом на Первой Мещанской — в конце» — в ту коммунальную квартиру, комнату в которой некогда получил отец Нины Максимовны. Это было жилище гостиничного типа с рядом комнат, широкими коридорами, общей кухней и плитой, растапливаемой дровами. Комната, принадлежавшая Высоцким, была весьма просторной, с потолками, превышающими три метра; ещё при жизни деда, Максима Ивановича, жилплощадь разделили перегородкой на три помещения и обставили добротной мебелью.
В марте 1941 года Семёна Владимировича призвали на военную службу. Через четыре месяца началась война, и в июле Нина Максимовна с сыном отправились в эвакуацию на восток страны. Большая группа детей — воспитанников детского сада парфюмерной фабрики «Свобода» — ехала в товарном вагоне в течение шести дней. Конечным пунктом пути стала деревня Воронцовка, находившаяся неподалёку от города Чкалова. Там они прожили два года. Нина Максимовна работала на местном спиртзаводе приёмщиком сырья и лаборантом; Володя жил отдельно от матери, в детском саду, размещавшемся в бывшем клубе. Особенно тяжёлой, по воспоминаниям Высоцкой, была первая зима, когда столбик термометра снижался до пятидесятиградусной отметки. На участке, выделенном беженцам, Нина Максимовна выращивала картофель и арбузы.
Летом 1943 года Нина Максимовна и Володя возвратились в Москву. К тому времени родители Высоцкого уже знали, что их брак фактически распался и в квартиру на Первой Мещанской Семён Владимирович не вернётся. Годом ранее в его жизни появилась Евгения Степановна Лихалатова, знакомство с которой произошло, когда Высоцкий служил в Главном управлении связи Красной армии. Развод родителей стал, по мнению исследователей, поводом к появлению в автобиографической песне Высоцкого — «Балладе о детстве» — строчек: «Возвращались отцы наши, братья / По домам — по своим да чужим». Другая строка из той же баллады была создана, вероятно, под влиянием воспоминаний Владимира Семёновича о встрече с отцом в июне 1945 года, когда Семён Владимирович приехал в короткую командировку в Москву.

Тогда-то я и подарил Володе свои майорские погоны. Этот факт преломился у него позже в «Балладе о детстве» в словах: «Взял у отца на станции погоны, словно цацки…» И снова расставание. — Семён Владимирович Высоцкий

## Школьные годы
Недалеко от дома, где жили Высоцкие, на углу Первого Переяславского и Банного переулков, находилась школа № 273. В 1945 году Володя пошёл в первый класс. Нина Максимовна допоздна работала в Министерстве внешней торговли, часто задерживалась до глубокой ночи и редко проверяла тетради сына. Писал он небрежно, тетради вёл неаккуратно, зачастую ставил на листах чернильные кляксы и по несколько раз переписывал задания. Заниматься домашним бытом в отсутствие матери ему помогали соседи. Подросток умел ладить с ребятами двора и считался «любимым всеми Володей». Но со вторым мужем Нины Максимовны — преподавателем английского языка Георгием Михайловичем Бартошем — отношения Володи не сложились: отчим был пьющим человеком и часто вёл себя агрессивно по отношению к членам семьи.
В 1946 году отец Высоцкого, обеспокоенный сложившейся ситуацией, пытался уговорить Нину Максимовну отпустить пожить Володю с ним до окончания школы, но та не соглашалась. Тогда Семён Владимирович прибегнул к помощи суда, занявшего его сторону. Осенью 1946 года Володя переехал в новую семью отца, где его воспитанием занялась Евгения Степановна Лихалатова — урождённая Мартиросова, армянка по национальности, с которой Семён Владимирович Высоцкий познакомился во время войны. С фронта он вернулся уже к ней — в дом № 15 на Большом Каретном.
2 января 1947 года супруги вместе с Володей отправились к новому месту службы Семёна Владимировича — в расположение советских войск в Германии — город Эберсвальде, находящийся в сорока километрах от Берлина. Высоцким выделили трёхкомнатный этаж в доме на улице, где проживали бургомистр и другое городское начальство. У Володи появилась своя отдельная комната, первое письмо к матери он отправил уже 23 января: 

Дорогая мамочка! Я Живу очень хорошо. Хожу в школу, стараюсь учиться хорошо. Папа мне делает подарки. У меня уже два новых костюма, ботинки и польто. Завтра тётя Женя закажет мне сапоги. Напиши Вовин адрес. целую твой Вова. Письмо содержало приписку С. В. Высоцкого: "Нина здравствуй. Вовка в полном порядке, купил ему много хороших вещей и два костюма, шью пальто. К именинам, которые он приказал мне праздновать купил ему аккордеон. Он парень хороший, но уже успел за грязь и невнимательность принести мне двойку по письму, в остальном дело идёт хорошо, вчера его приняли в пионеры и выдали галстук. Жму руку Семен….— Письмо Эберсвальде — Москва от 23 января 1947 г.

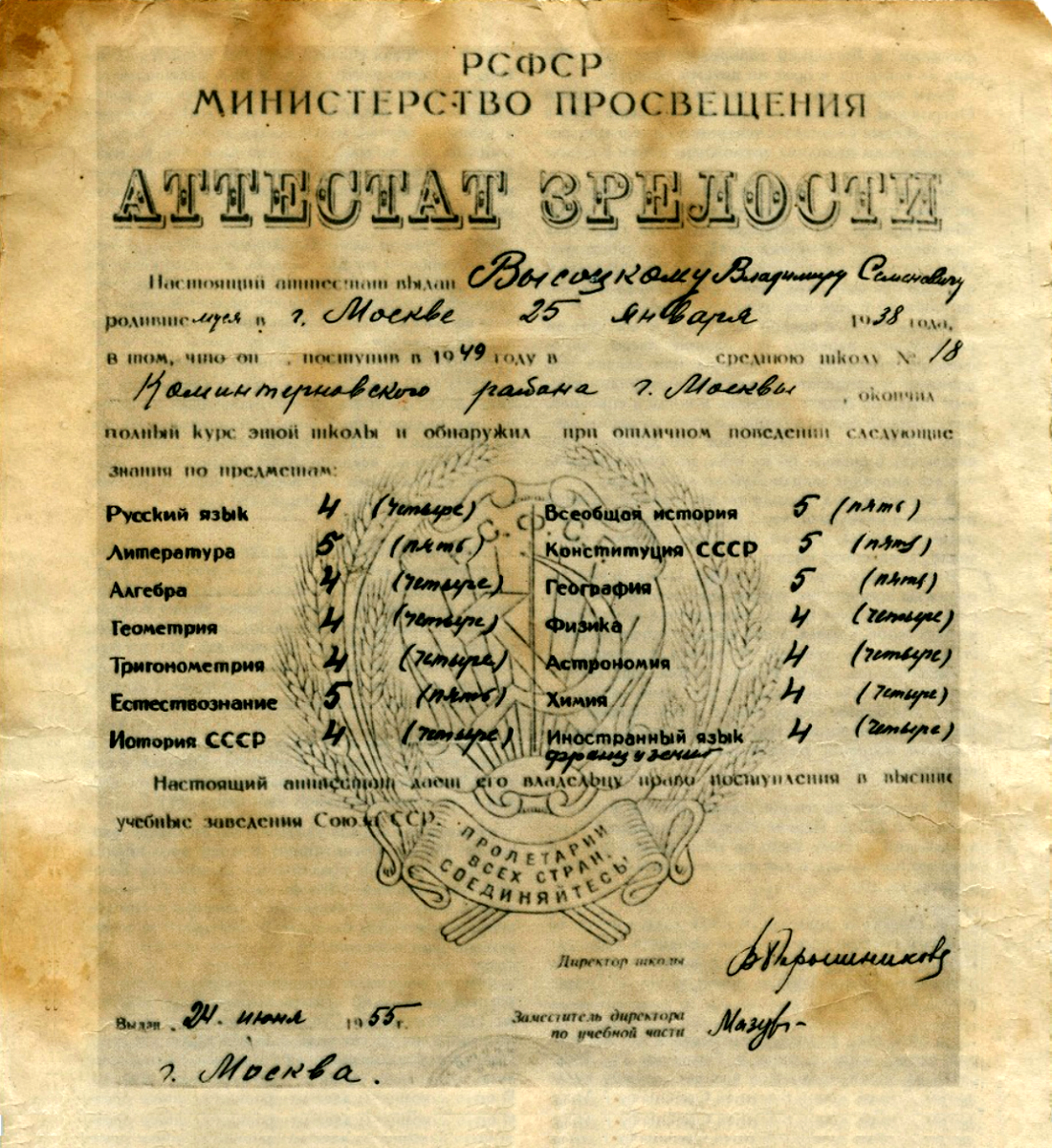
Аттестат зрелости Владимира Высоцкого (1955)

Благодаря занятиям с «мамой Женей», как Володя называл супругу отца, второй класс он окончил с отличными оценками, за что получил подарок от школы. Отец приобрёл пианино и пригласил преподавателя для музыкальных занятий. Все три года проживания в Германии Володя занимался музыкой. По мнению эмигрантки-преподавательницы, у него был абсолютный слух. Летом 1948 года Володя сдавал экзамены в Суворовскую школу, но попытка поступить туда закончилась неудачей. Соседство с другой языковой средой привело к тому, что он неплохо начал говорить по-немецки. В лесу компания подростков находила много оружия и патронов, которые были предметом опасных игр. Часто Володя приходил домой с обожжёнными бровями и побитыми коленками. По свидетельству его приятеля детских лет Виталия Бывшего, отец однажды обнаружил в «их» (с братом Геннадием и Володей) подвале двадцать четыре немецких «шмайсера», за что компания подверглась наказанию. В немецком городе Ратенов служил брат Семёна Владимировича — Алексей. Семьи часто приходили в гости друг к другу, Володя очень дружил со своим дядей.
В конце лета 1949 года Семён Владимирович получил новые назначения — вначале в Северо-Кавказский военный округ, затем в Киевский. В конце сентября Володя и Евгения Степановна эшелоном по железной дороге выехали в Москву и поселились в коммунальной квартире на Большом Каретном. Семён Владимирович, служа в Киеве, нередко бывал в командировках в Москве. 6 октября 1949 года Володя стал учиться в пятом «Е» классе 186-й мужской средней школы Коминтерновского района, находившейся рядом с домом — тоже в Большом Каретном переулке. Вначале он получил детское прозвище «Американец» за заграничную одежду, а позже — «Высота». В седьмом классе (апрель 1952 года) Володя вступил в комсомол, в девятом стал членом комсомольского бюро. В новой школе Володя подружился с Игорем Кохановским, Володей Акимовым (с ним он сидел за одной партой), Аркадием Свидерским. Вместе с Акимовым Высоцкий написал «роман» по мотивам «Гиперболоида инженера Гарина» Алексея Толстого. Произведение называлось «Аппарат IL» («Испепеляющие лучи»). Ещё в школе Высоцкий увлёкся литературой и написал своё первое стихотворение.
В 1953 году в квартире своего старшего товарища Анатолия Утевского Володя познакомился с актёром Сабининым — тот привёл его в театральный кружок при Доме учителя (ул. Горького, 46), где преподавал актёр и режиссёр Владимир Николаевич Богомолов. Первое публичное выступление Владимира оказалось импровизацией — в 1954 году юноша читал вариации на басню Крылова на сцене соседней женской школы № 187. Зал смеялся и аплодировал, но экспромт закончился тройкой в четверти за поведение. На семнадцатилетие Нина Максимовна подарила Володе первую гитару. Игорь Кохановский научил его простым аккордам.
24 июня 1955 года Высоцкий окончил среднюю школу. На торжественном выпускном вечере он получил аттестат зрелости № 942136, в котором по пяти предметам стояли пятёрки, по девяти — четвёрки.

## «Большой Каретный»
Большой Каретный — не только один из московских адресов Высоцкого; это словосочетание связано со значительной вехой в жизни Владимира Семёновича, во многом определившей его творческую судьбу. Возможно, атмосфера Большого Каретного оказала на будущего поэта такое же влияние, как на Пушкина — Царскосельский лицей. Изначально в доме № 15 на Большом Каретном у Высоцкого было два центра притяжения: это квартира № 11, где жила студентка Щукинского училища Инна Крижевская, и квартира № 15, принадлежавшая семье учёного-правоведа Бориса Утевского. Сын Утевского Толя — стиляга, представитель послевоенной «золотой молодёжи» — был на несколько лет старше Высоцкого. По воспоминаниям Игоря Кохановского, «молодой авангардист» Толя воспринимался ими как «легендарная личность». В число студенческих друзей Утевского входил Левон Кочарян, появившийся на Большом Каретном в первой половине 1950-х годов. Кочарян познакомился с Инной Крижевской, женился на ней и переехал в её трёхкомнатную квартиру № 11. Так в Москве возник неформальный клуб для общения, двери которого были открыты и днём, и ночью.
На Большой Каретный «к Кочаряну» приходили представители и репрессированной интеллигенции, и уголовной среды, много рассказывавшие о своём лагерном прошлом. Один из завсегдатаев компании на Большом Каретном — писатель и сценарист Артур Макаров — впоследствии вспоминал, что в круг их знакомых входили «урки с Даниловской слободы»: «Хотя Володя никогда в „блатных“ делах замазан не был, он знал довольно серьёзно и крепко людей из этого мира, хорошо знал». В «круг Кочаряна» входили в разное время Эдмонд Кеосаян, Юлиан Семёнов, Олег Стриженов, Илья Глазунов, Людмила Гурченко, Андрей Тарковский и многие другие. В числе тех, кто на Большом Каретном слушал ранние песни Высоцкого, был и Василий Шукшин. Там же Высоцкий познакомился с капитаном дальнего плавания Анатолием Гарагулей, который позже, в 1969-м, пригласил их с Мариной Влади в путешествие на теплоходе «Грузия». В начале 1960-х годов в компании появлялся и Михаил Таль, уже знавший — благодаря магнитофону — отдельные произведения Владимира Семёновича. Первые записи его песен сделали Левон (позже даже возникло понятие — «золотая плёнка Кочаряна») и Владимир Акимов. Свои первые роли в кино Высоцкий получал опять-таки благодаря ходатайствам Кочаряна, работавшего в различных фильмах вторым режиссёром.
Левону Кочаряну Высоцкий посвятил написанную в 1962 году песню «Большой Каретный», начинающуюся с припева: «Где твои семнадцать лет? / На Большом Каретном…». В тексте присутствуют отсылки к событиям и обстоятельствам, так или иначе связанным с историей компании, обитавшей в 11-й квартире. К примеру, только представители того сообщества могли расшифровать намёк, звучавший в строчке «Стало всё по новой там, верь не верь» и обыгрывавший фамилию художницы по костюмам Натальи Пановой, в которую был влюблён автор. Вопросительная фраза «Где твой чёрный пистолет?» могла, по версии литературоведа Владимира Новикова, служить своеобразным напоминанием о том, что после окончания юридического факультета Анатолий Утевский отправился работать в МУР и получил там оружие. В то же время Семён Владимирович Высоцкий писал, что речь в песне шла о его трофейном «вальтере», хранившемся до определённого момента в комнате Лихалатовой на Большом Каретном.
В конце 1960-х годов Кочарян тяжело заболел. Высоцкий ни разу не навестил друга юности в больнице и не пришёл на его похороны. По словам Эдмонда Кеосаяна, обитатели Большого Каретного собирались на поминки в день рождения и день смерти Левона: «Я — человек восточный и очень ценю такие жесты. Володя в эти дни не приходил на Большой Каретный, и я долго не мог ему этого простить». Позже Высоцкий, встретив Кеосаяна в коридоре «Мосфильма», признался, что «не смог видеть Лёву» в том состоянии, в каком он пребывал перед смертью. Сохранилась запись, сделанная в 1975 году, где Владимир Семёнович вновь объяснял своё нежелание идти в больницу и на панихиду: «Я не мог вынести, что он [Кочарян] — больной».

Мы жили в одной квартире в Большом Каретном переулке у Лёвы Кочаряна, жили прямо-таки коммуной. <…> Помню, я всё время привозил для них свои новые песни и им первым показывал; я для них писал и никого не стеснялся. За столом, с напитками или без — неважно. Мы говорили о будущем, ещё о чём-то, была масса проектов<…> Это было самое запоминающееся время моей жизни.— Владимир Высоцкий — о компании на Большом Каретном

## Студенческие годы. Первый брак
После окончания школы Владимир хотел связать свою дальнейшую судьбу с актёрской профессией, но его планы не получили поддержки в семье — Семён Владимирович и другие родственники настаивали на поступлении в технический вуз. Вместе с Кохановским Высоцкий подал документы в МИСИ — инженерно-строительный институт, конкурс на поступление в который в 1955 году составлял 17—18 человек на место. 23 августа 1955 года фамилия Владимира появилась в приказе ректора МИСИ № 403: «Зачислить в число студентов 1-го курса механического факультета т. Высоцкого B. C. без предоставления общежития». К учёбе на инженерной специальности он относился весьма прохладно и в конце первого семестра, 23 декабря, поняв, что не сможет учиться в техническом вузе, написал заявление об отчислении по собственному желанию. 25 января 1956 года, в день своего рождения, Высоцкий вместе с Кохановским сочинили длинную песню, которая заканчивалась четверостишием: «А коль во МХАТ не попадёт, / раздавим поллитровочку, / Васёк в солдатики пойдёт / носить ружьё-винтовочку». В армии Высоцкий так никогда и не служил, в том числе и после окончания Школы-студии МХАТ. Существует несколько версий, как удалось избежать призыва в период 1960—1964, но точной информации по состоянию на 2022 год нет.
В январе 1956 года Владимир вернулся к посещению театрального кружка Богомолова, где в это время ставили спектакли «Трудовой хлеб» по пьесе Островского и «Из записок вспыльчивого человека» по произведению Чехова, и стал активно готовиться к поступлению в «театральное».
Для поступления, среди прочих документов, требовалась медицинская справка об отсутствии у абитуриента заболеваний голосовых связок. Врач-отоларинголог после осмотра пришёл к выводу, что голос может быть поставлен. Но в характеристике Высоцкого указывалось: «Слух — хороший, ритм — хороший, певческого голоса — нет». Несмотря на это, в июне, сдав экзамены и пройдя по конкурсу, Высоцкий поступил в Школу-студию МХАТ. На экзамене по специальности он читал монолог Олега Баяна из пьесы Владимира Маяковского «Клоп». Согласно воспоминаниям Бориса Поюровского, работавшего в этом учебном заведении на кафедре актёрского мастерства и занимавшегося организацией набора студентов, Владимир Высоцкий поступал «честно, безо всяких протекций», и сдал экзамены хорошо. Высоцкий учился вместе с Романом Вильданом, Георгием Епифанцевым, Валентином Никулиным и другими. Изначально группой руководил Борис Вершилов, но после его внезапной смерти студенты перешли под кураторство Александра Комиссарова и Павла Массальского. По мнению Игоря Кохановского, Массальский своим отношением к алкоголю плохо повлиял на молодого Высоцкого — на соседних курсах «насчёт выпить» было очень строго, а Павел Владимирович относился к этому весьма снисходительно.
Первый же студенческий капустник, затеянный Геннадием Яловичем, выявил поэтические способности Высоцкого: на мотив популярной в ту пору песни «Одесский порт» он написал стихотворение «Среди планет, среди комет…», в дальнейшем ставшее неофициальным гимном студентов-мхатовцев. Представление прошло очень удачно, и Высоцкий стал постоянным автором пародий, эпиграмм, посвящений для студенческих вечеров. Высокого мнения о его поэтических способностях придерживался и преподаватель русской литературы Александр Абрамович Белкин, сказавший однажды Поюровскому о студенте-третьекурснике Высоцком: «Вот он. Настоящий поэт. Вы просто не знаете этого». Любимым предметом Высоцкого была литература. Его интересовали античная словесность, древнегреческая мифология. Русскую литературу в школе-студии преподавал Андрей Донатович Синявский. Он знакомил студентов с творчеством Пушкина, Гоголя, Маяковского, Пастернака, открывал им взгляд на произведения с точки зрения поэтики. Не проводя границ между классической литературой и современной, он познакомил Владимира с творчеством Окуджавы — в школе-студии даже устроили концерт Булата Шалвовича. Этот концерт дал импульс к новым занятиям Высоцкого гитарой — в этот раз за уроками игры на ней он обратился к Роману Вильдану. В 1966 году, когда Синявского осудили на 7 лет по обвинению в антисоветской пропаганде и агитации, Высоцкий не смог не откликнуться поэтически на это событие. Он сочинил стихотворение, с сарказмом описывающее прошедший суд: «Вот и кончился процесс, / Не слыхать овацию — / Без оваций всё и без / Права на кассацию…».
Дебютную роль (боец, без слов) Высоцкому доверили в 1956 году на первом курсе в студенческом спектакле по пьесе Штейна «Гостиница „Астория“» (репетиции шли два года, премьера состоялась в 1958-м). На выступлении студентов курса перед жителями Ступинского района Московской области в 1959 году Высоцкий читал монолог деда Щукаря из «Поднятой целины». Аза Лихитченко вспоминала: «Володя начинал читать свой отрывок — и постепенно захватывал зал так, что зрители уже боялись пропустить хоть одно слово». Кроме того, в студенческие годы Высоцкий сыграл Боркина в спектакле «Иванов» по пьесе Антона Павловича Чехова (1959), Порфирия Петровича в учебном этюде по «Преступлению и наказанию» Фёдора Михайловича Достоевского (1959), снялся в кино в эпизодической роли студента Пети в фильме режиссёра Василия Ордынского «Сверстницы» (1959), создал образ ямщика в учебном спектакле по рассказу Чехова «Ведьма» (1960), а в постановке по пьесе «Свадьба» того же автора сыграл роль отставного коллежского регистратора Евдокима Жигалова (1960). В дипломном спектакле «На дне» Высоцкий исполнял роль Бубнова.

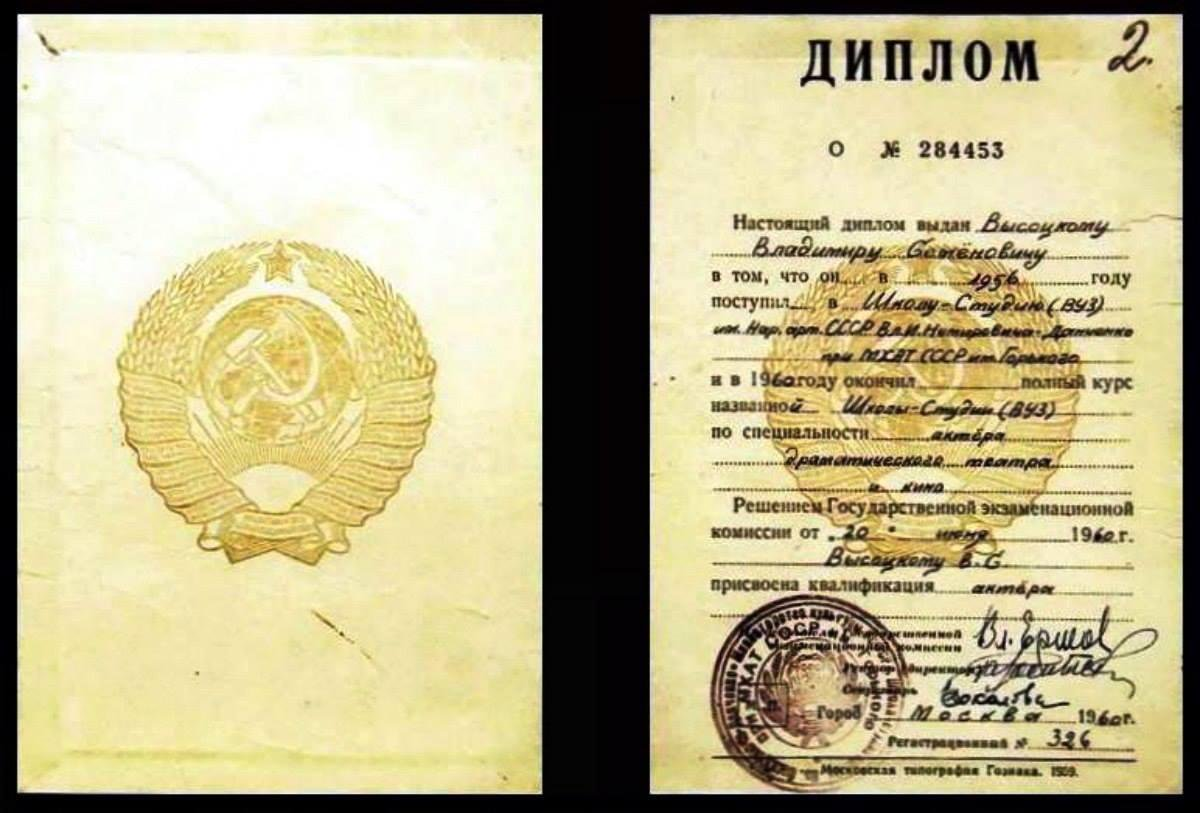
Диплом Владимира Высоцкого (1960)

Во время репетиций «Гостиницы „Астории“» Высоцкий познакомился со студенткой третьего курса Изой Жуковой (она была старше Высоцкого на один год). Осенью 1957 года Владимир и Иза стали совместно жить на Первой Мещанской. Брак в ту пору они зарегистрировать не могли, поскольку развод от первого мужа Иза получила не сразу. В июне 1958 года Жукова окончила школу-студию и, получив диплом с отличием, уехала по распределению в Киев, где в сентябре начала работать в Театре имени Леси Украинки. Почти каждую субботу Высоцкий приезжал к Изе, а в понедельник возвращался в Москву. Официально Иза и Владимир зарегистрировали брак и сыграли свадьбу 25 апреля 1960 года. Свадьбу отмечали на Большом Каретном вместе с друзьями-однокурсниками.
20 июня 1960 года Высоцкий окончил Школу-студию МХАТ и получил диплом с квалификацией «актёр драмы и кино». Выпускника распределили в Московский драматический театр имени А. С. Пушкина. За время учёбы Владимир сдал тридцать один экзамен (оценки: «отлично» — 24, «хорошо» — 6, «удовлетворительно» — 1) и тридцать пять зачётов. За госэкзамены (мастерство актёра, диалектический и исторический материализм) он получил высшие баллы. Расставание со школой-студией отмечалось в кафе «Артистическое» вместе с однокурсниками — Валентином Буровым, Геннадием Портером, Еленой Ситко. В результате на первое место работы Высоцкого — в театр — пришёл протокол из милиции об устроенном им в кафе «небольшом дебоше».

## 1960-е годы

### Раннее песенное творчество
Изначальную известность Высоцкий получил как автор лагерных и дворовых песен. Согласно рассказам поэта, идея первого из написанных им произведений — «Татуировки» — возникла в июле 1961 года в ленинградском автобусе: среди пассажиров автор увидел человека, на грудь которого был нанесён рисунок — женский портрет с надписью «Люба! Я тебя не забуду!» Замысел песни реализовался в течение двух дней, только вместо Любы в тексте появилась Валя: «Не делили мы тебя и не ласкали, / А что любили — так это позади. / Я ношу в душе твой светлый образ, Валя, / А Лёша выколол твой образ на груди». «Татуировка» считается первой песней Высоцкого, однако исследователи указывают, что ещё в 1960 году он создал произведение, исключённое впоследствии из основного периода творчества. Речь идёт о песне «Сорок девять дней», имевшей в ранней редакции подзаголовок «Пособие для начинающих и законченных халтурщиков». В основе сюжета — реальная история о том, как четверо советских военнослужащих провели сорок девять дней на самоходной барже, унесённой в открытое море.
В октябре 1964 года Высоцкий записал на магнитофон все песни, которые успел сочинить к тому времени; в его «собрании сочинений» оказалось сорок восемь наименований. Эти произведения были написаны языком улицы, отличавшимся от «„дистиллированного“ языка разрешённой литературы»: в них присутствовали слова и выражения «распивать на троих», «расколоть» и тому подобные. Как правило, в этих песнях имелся насыщенный событийный ряд, сюжет отличался динамичностью, а персонажи имели индивидуальные черты. Уже в раннем творчестве Высоцкого появились ролевые герои, и это стало поводом для возникновения слухов, касающихся личности автора: люди, не знакомые с его биографией, полагали, что уголовные песни сочинены человеком, который много лет провёл в лагерях. Последние произведения «блатного цикла» датируются 1965 годом. Сами песни уголовной и лагерной тематики сохранились в репертуаре Высоцкого, однако новые произведения для «блатного цикла» больше не создавались — по словам литературоведа Владимира Новикова, связанная с ними «литературная, поэтическая задача была решена полностью».

### Театральная деятельность в 1960-е годы

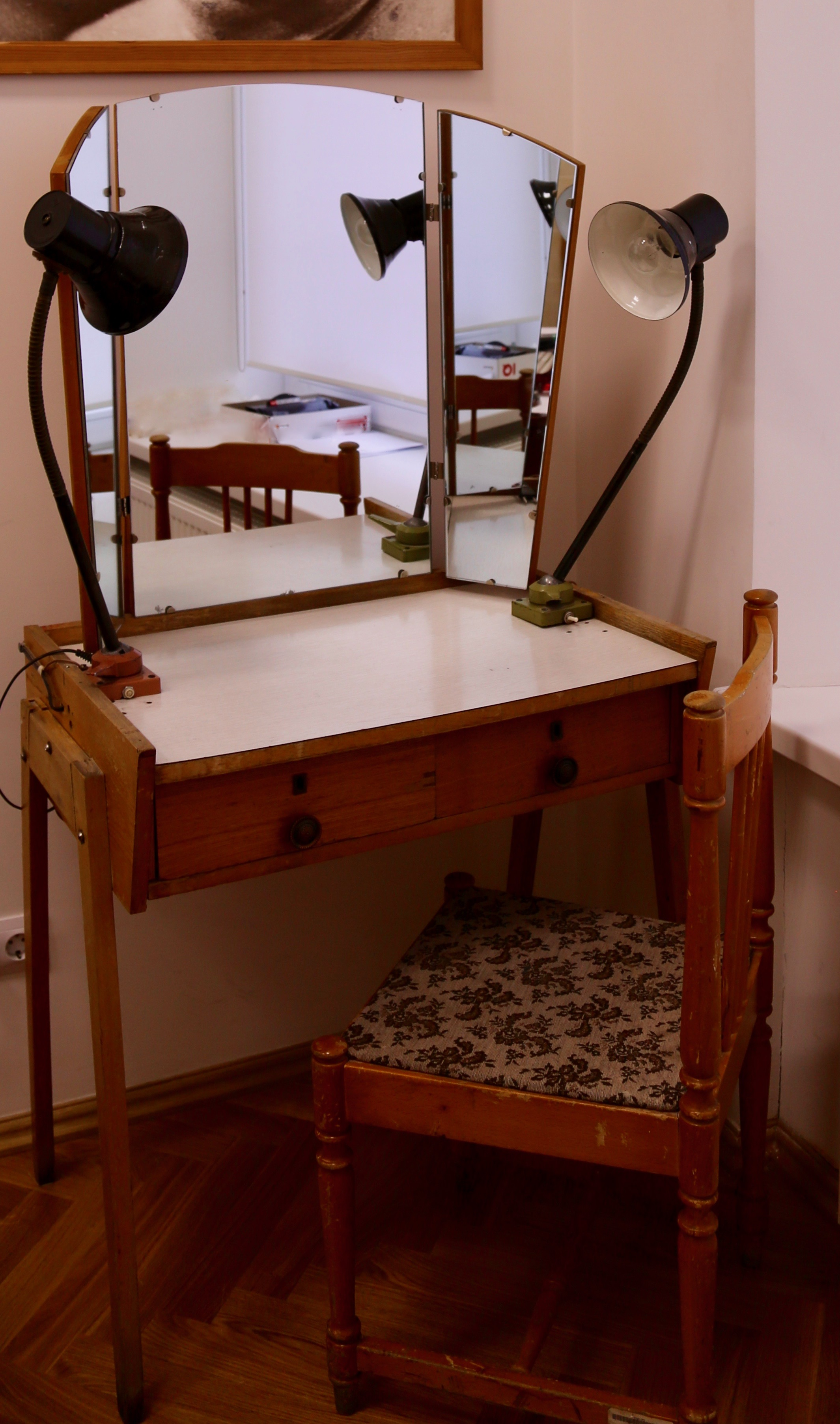
Гримёрный столик Владимира Высоцкого в Театре на Таганке

После окончания Школы-студии МХАТ в жизни Высоцкого наступил четырёхлетний период, связанный с поиском «своего театра». Молодой актёр успел поработать — с перерывами — в Театре имени Пушкина и других коллективах. Весной 1964 года он пришёл на показ в Театр на Таганке. Как вспоминал позже Юрий Любимов, перед ним предстал молодой человек в кепке и сером пиджаке, «сигареточку, конечно, погасил». Прочитанные им стихи Маяковского не произвели на режиссёра большого впечатления («что-то маловразумительное, бравадное»), зато пение под гитару заставило отложить все дела и слушать артиста в течение сорока пяти минут. Перед принятием решения Любимову довелось услышать разного рода предостережения: «Мне говорят: „Знаете, лучше не брать. Он пьющий человек“. Ну подумаешь, говорю, ещё один в России пьющий, тоже невидаль».
В сентябре 1964 года Высоцкий стал артистом Театра на Таганке и уже через десять дней вышел на сцену — в спектакле «Добрый человек из Сезуана» он, заменяя заболевшего коллегу, был срочно введён на роль Второго Бога. Первую большую роль актёру предложили в спектакле «Жизнь Галилея», премьера которого состоялась весной 1966 года. Высоцкий играл учёного без грима и париков — все изменения, связанные в том числе с возрастом Галилея, Владимир Семёнович передавал за счёт внутренних переживаний. Следующим его героем стал беглый каторжник Хлопуша в драматической поэме Сергея Есенина «Пугачёв». Критик Наталья Крымова, сравнивая авторскую запись монолога Хлопуши с той же речью, произносимой бьющимся в кандалах Высоцким, отмечала, что у двух поэтов было немало точек пересечения — у каждого из них имелся «свой „чёрный человек“ и своя „Русь уходящая“, и нежность к слову, и надрыв, и внутренняя песенность стиха, и — временами — неизлечимая, ничем не заливаемая тоска».
Отношения Любимова с Владимиром Семёновичем не всегда были безоблачными — режиссёр периодически оповещал труппу о решении «окончательно уволить Высоцкого». Первый его уход из театра состоялся в марте 1968 года, когда после вынужденной отмены спектакля «Жизнь Галилея» Любимов и директор «Таганки» Николай Дупак выпустили приказ об освобождении актёра от работы по статье 47 «Г» КЗоТ «за вопиющее нарушение трудовой дисциплины». Подобные ситуации возникали и в дальнейшем, однако полного разрыва Высоцкого с театром не произошло.

### Работа в кино в 1960-е годы
Впервые Высоцкий появился на экране ещё в студенческие годы, когда принял приглашение на участие в мелодраме Василия Ордынского «Сверстницы». Вспоминая о своём кинодебюте, актёр не без иронии рассказывал, что из-за волнения он во время озвучивания произнёс реплику персонажа Пети «с кавказским акцентом, высоким голосом и заикаясь». В течение нескольких следующих лет фильмография Высоцкого заметно пополнилась, однако до определённого момента он играл только небольшие роли или снимался в эпизодах, которые к тому же сокращались при монтаже. Впоследствии Высоцкий признавался, что его кинобиография включала несколько ролей, о которых он предпочитал не вспоминать. В их число входил тракторист Андрей Пчёлка из лирической комедии «Стряпуха», исполнявший в картине песню чужим голосом. Разочаровала Высоцкого и работа в фильме «Хозяин тайги» — актёр был недоволен сценарием, долгими простоями и общей атмосферой в киногруппе. О комедии «Саша-Сашенька» Владимир Семёнович отзывался как об «очень плохом фильме».
В общей сложности Высоцкий предложил для различных фильмов более ста песен, но из каждых пяти произведений, отданных киностудиям, до экрана дошли только два. Владимир Семёнович считал, что один из наиболее удачных опытов включения песен в структуру картины был реализован в фильме «Вертикаль», где музыкальные произведения органично соотносились с видеорядом. Эта картина принесла Высоцкому настоящую популярность; по словам писателя Николая Андреева, после выхода фильма «известность Высоцкого рванула <…> вертикально вверх». Его песни звучали также в картинах «Я родом из детства» (благодаря этой ленте актёр избавился от своего «эпизодического амплуа»), «Короткие встречи» и других.
Весьма драматично сложилась история фильма режиссёра Геннадия Полоки «Интервенция», в котором снялся Высоцкий. Актёру были близки и фарсовая, балаганная стилистика картины, и главный герой — меняющий маски и одежды подпольщик Бродский. Однако комиссия Госкино решила, что революционные события в «Интервенции» воспроизведены «в непозволительной эксцентрической форме». Фильм к показу запретили. Стремясь защитить картину, Высоцкий (по другим данным — Золотухин) подготовил письмо на имя Леонида Брежнева, которое подписали почти все участники съёмочной группы. Тем не менее при жизни Высоцкого «Интервенция» так и не вышла в прокат — зрители впервые увидели её только в 1987 году.

### Второй брак. Людмила Абрамова
В 1961 году, находясь в Ленинграде на съёмках художественного фильма «713-й просит посадку», Владимир Высоцкий познакомился со студенткой ВГИКа Людмилой Абрамовой (1939—2023). Согласно семейному преданию (уточнение Никиты Высоцкого), проведя вечер в ресторане гостиницы «Выборгская», Владимир Семёнович из-за недостатка денег не смог заплатить за ужин. Он стал искать кого-либо из знакомых актёров, вышел на ступеньки главного входа гостиницы и обратился к направлявшейся в гостиницу Людмиле с просьбой одолжить необходимую сумму. Та в ответ сняла с руки кольцо — фамильную драгоценность, доставшуюся в наследство от бабушки, и отдала незнакомцу с предложением оставить его в ресторане в качестве залога. На следующий день, найдя деньги, Высоцкий выкупил кольцо и вернул его Абрамовой. Тогда же выяснилось, что они снимаются в одной и той же картине: Владимир играет в ней американского морского пехотинца, Людмила — Эву Пристли.
Вернувшись в Москву, Высоцкий и Людмила поселились в доме Абрамовых на Беговой; позже они переехали в полученную Ниной Максимовной двухкомнатную квартиру на улице Телевидения, 11, корпус 4. В 1962 году на даче Абрамовых прошло семейное торжество, посвящённое началу их совместной жизни. В течение нескольких лет супруги жили в незарегистрированном браке, потому что Владимир Семёнович долго не мог оформить развод с первой женой Изой. Официальная регистрация брака Высоцкого и Абрамовой состоялась 25 июля 1965 года. К тому времени у них уже родились сыновья: в ноябре 1962 года на свет появился Аркадий, в августе 1964-го — Никита.
Став женой Высоцкого, Людмила отказалась от актёрской профессии. Как пояснял Никита Высоцкий, это был осознанный выбор: «Не получалось с двумя детьми и достаточно проблемным мужем ещё и заниматься своей карьерой. <…> Она нас с братом любила и чувствовала ответственность за судьбу, за здоровье, за самочувствие мужа своего, моего отца». Формально брак Высоцкого и Абрамовой продлился до 1970 года (в феврале состоялся развод); фактически супружеские отношения прекратились раньше.
После смерти Высоцкого Людмила Абрамова не стала медийной фигурой — она достаточно долго оставалась вне внимания прессы. В нью-йоркской газете «Новое русское слово» публицист Е. Гришина писала, что о второй жене поэта почти ничего не известно: «Ну да, вроде бы слышали что-то, вроде бы дети у них… Кажется, она тоже актриса, только ни на экранах, ни в журналах не мелькала». Поэтесса Вероника Долина посвятила Абрамовой песню «Была ещё одна вдова. О ней забыли», содержащую строки: «Была ещё одна вдова в толпе гудящей. / Любовь имеет все права быть настоящей. / Друзья, сватья и кумовья — не на черта ли? / А ей остались сыновья с его чертами».

Люсик! Это чудесно, что ты позвонила, что услышал твой голос. Всё вроде встало на свои места. <…> Вчера играли «Дневник женщины» по телевидению. Я принял душ, похудел, побрился, волосы цигейкой и, говорят, был неотразим. Жаль, лапик, ты не видела, очень я был… А вчера не спалось мне до 6-ти часов утра, и… написал я песню: Весна ещё в начале, / Ещё не загуляли, / Но уж душа рвалася из груди…
— отрывок из письма В. Высоцкого к Л. Абрамовой, 13 июля 1962 года, Свердловск — Москва

### Газетная кампания против Высоцкого
Газетной кампании по дискредитации песенного творчества Высоцкого предшествовал конфликт между представителями власти и Театром на Таганке. Весной 1968 года Управление культуры Моссовета запретило репетиции спектакля «Живой» (по повести Бориса Можаева). 25 апреля на заседании бюро Пролетарского райкома партии режиссёру театра Юрию Любимову был вынесен строгий выговор с предупреждением, а на следующий день состоялось общее собрание таганской труппы с участием курирующего театр инструктора райкома КПСС. На этом мероприятии выступил и Высоцкий — он, в частности, сказал: «Мы говорим „Таганка“ — подразумеваем Любимов. Мы говорим Любимов — подразумеваем „Таганка“».
Практически одновременно с гонениями на театр началась газетная кампания, в которой песенное творчество Высоцкого подвергалось весьма жёсткой критике. Старт дала «Правда», опубликовавшая 14 апреля 1968 года статью «Прекрасное — в каждый дом». Её автор рассказывал об услышанных в интеллигентной семье записях песен некоего актёра, «сипло причитающего дикие блатные песенки и смакующего воровской жаргон». Затем газета «Советская Россия» (номер от 31 мая) напечатала статью «Если друг оказался вдруг…» с упоминанием об аншлаге во дворце спорта: «Ажиотаж вызвал главным образом „репертуар“. Но это не те по-настоящему хорошие песни из „Вертикали“ и других фильмов, которые исполнял Высоцкий в Куйбышеве, а те, из его же „репертуара“, что крутят по вечерам в подворотнях». 9 июня в той же «Советской России» появился большой материал «О чём поёт Высоцкий». Авторы публикации отмечали, что в его произведениях «под видом искусства преподносится обывательщина, пошлость, безнравственность. Высоцкий поёт от имени и во имя алкоголиков, штрафников, преступников, людей порочных и неполноценных». В статье «С чужого голоса» («Тюменская правда», 7 июля) Высоцкого назвали автором «грязных и пошлых песенок», «подделок-речитативов под два-три затасканных аккорда».
Резкая критика в адрес Высоцкого звучала в ту пору и со стороны профессиональных композиторов. Так, Василий Соловьёв-Седой писал в ноябре 1968 года на страницах «Советской России», что с музыкальной точки зрения произведения Владимира Семёновича «унылы и скучны». Претензии по отношению ко всем представителям авторской песни высказывал с трибуны композиторского съезда и Дмитрий Кабалевский, призывавший серьёзно разобраться с «окутанной туманом таинственности проблемой так называемых „бардов“ и „менестрелей“» («Советская музыка», 1969, № 3). «Песню о друге» из фильма «Вертикаль» Кабалевский назвал образцом «низкопробной продукции». В дневниковой записи Валерия Золотухина от 23 июня 1968 года зафиксированы также «рекомендации», которые первый секретарь Пролетарского райкома партии дал режиссёру фильма «Хозяин тайги» Владимиру Назарову перед заседанием худсовета киностудии. Постановщику, в частности, было сказано, что кандидат на роль Ивана Рябого Владимир Высоцкий — «это морально опустившийся человек, разложившийся до самого дна».
Двадцать четвёртого июня 1968 года Высоцкий отправил в отдел агитации и пропаганды ЦК КПСС письмо, где отметил, что в последнее время его творчество стало объектом повышенного внимания прессы. По словам Владимира Семёновича, он не собирается спорить с авторами статьи «О чём поёт Высоцкий» об оценке его песен: «Это дело их вкуса, а также дело редакции». В то же время поэт указал на содержавшиеся в публикации фактические ошибки: к примеру, ему приписана «программная песня „Я старый сказочник“», а также песенные строчки «Зато мы делаем ракеты, / Перекрываем Енисей, / А также в области балета / Мы впереди планеты всей».

Авторами указывается, что у меня не нашлось слов, чтобы написать о героях войны, и я, будто бы, написал о штрафниках как о единственных защитниках Родины. Это — неправда. И прежде чем писать и печатать статью, авторы и редакция могли бы выяснить, что мною написано много песен о войне, о павших бойцах, о подводниках и лётчиках.— отрывок из письма Высоцкого в отдел агитации и пропаганды ЦК КПСС, 24 июня 1968 года

### Песенное творчество с 1964 по 1970 год. Новая «энциклопедия русской жизни»
Со второй половины 1960-х годов песенный театр Владимира Семёновича стал стремительно пополняться новыми поэтическими ролями. Благодаря многообразию масок и сюжетов, созданных Высоцким в этот период, начала формироваться новая, по-советски узнаваемая «энциклопедия русской жизни». Движение к новым темам не было внезапным, многие актуальные сюжеты и персонажи «вырастали» из ранних песен поэта. Так, военные произведения «переходного» 1964 года (такие, как «Штрафные батальоны» и «Все ушли на фронт») оказались своеобразными преемниками уголовных песен Высоцкого. То же самое касается и написанной в 1968 году «Баньки по-белому», в которой уже знакомые лагерные мотивы поднялись до уровня трагических обобщений.
В числе художественных приёмов, использовавшихся Высоцким на этом этапе, было иносказание. Оно присутствует, например, в «Песенке ни про что, или Что случилось в Африке». Другим образным приёмом, применявшимся в поэтическом мире Высоцкого, стал гротеск, идущий от традиций Николая Гоголя и Михаила Салтыкова-Щедрина. Примером песни с использованием гротескной образности является «Бал-маскарад».

### Отношения с Татьяной Иваненко
Только вербы и льны, только дали,

Только светлые дни или луны.

Здесь прибежище твоё, Таня.

Так пропойте ей аллилуйю!

Так пропойтесь ей, злые песни,

Отзвучите ей, все кантаты!

Гимны добрые или вести,

Чаще в голову лезьте для Таты.
В творческом наследии Высоцкого есть песня, содержащая строки: «Как всё <это>, как всё это было / И в кулисах, и у вокзала! / Ты, как будто бы банное мыло, / Устранялась и ускользала» (1970—1971). Она обращена к актрисе Театра на Таганке Татьяне Иваненко, роман с которой начался у Владимира Семёновича, вероятно, в 1966 году и продолжался в течение нескольких лет. Друг Высоцкого, переводчик Давид Карапетян, писал в книге «Владимир Высоцкий. Между словом и славой», что его знакомство с поэтом произошло благодаря Татьяне. По свидетельству Карапетяна, «была она хороша собой необычайно»; при этом Татьяну отличали уверенность и холодноватая целеустремлённость. Возможно, её «прямолинейная правильность» была связана с тем, что Иваненко выросла в семье военнослужащего. В театре и кинематографическом мире знали об отношениях Татьяны и Высоцкого — на определённом жизненном отрезке они практически не разлучались. Иваненко часто ездила с Владимиром Семёновичем в киноэкспедиции, в основном в Одессу и Ленинград; Высоцкий был знако́м с её родителями.
Как утверждал Карапетян, знакомство Высоцкого с Мариной Влади поначалу не беспокоило Татьяну, и она долго не видела во французской актрисе «серьёзной соперницы». Через несколько лет после расставания с поэтом, в 1977 году, Иваненко, встретив в Париже третью жену Высоцкого, призналась: «Знаете, я очень люблю вашего мужа». Влади ответила, что тоже очень любит своего мужа. 26 сентября 1972 года Татьяна родила дочь Анастасию; в её свидетельстве о рождении указана фамилия Иваненко. Театральные коллеги Высоцкого и Татьяны не сомневались, что Настя — дочь Владимира Семёновича; по словам Бориса Хмельницкого, девочка «действительно очень похожа на Володю». Друг Высоцкого — актёр Георгий Епифанцев — через несколько лет после смерти поэта сказал: «Таня Иваненко свято хранит память о Володе… Замкнута, никому ничего не рассказывает. Её позиция — мне ничего не надо!» Сценарист Артур Макаров, ставший после смерти Высоцкого доверенным лицом Влади и занимавшийся её наследственными делами, утверждал, что в первой половине 1990-х годов Марина встречалась с Татьяной и Настей: «Тем самым она [Влади] как бы признала отцовство Высоцкого». По данным Игоря Кохановского, Татьяне Иваненко посвящена написанная Высоцким в 1970 или 1971 году «Песня о двух красивых автомобилях».

## Анкета Высоцкого
- Любимый скульптор, скульптура: Роден, «Мыслитель»
- Любимый художник, картина: Куинджи, «Лунный свет»
- Чего тебе недостаёт: Времени
- Твоё увлечение: Стихи, зажигалки
- Чего хочешь добиться в жизни: Чтобы помнили, чтобы везде пускали
- Ты счастлив? Иногда — да.
- Почему? Просто так

28 июня 1970 года машинист сцены Анатолий Меньщиков предложил артистам «Таганки» заполнить анкету, включавшую вопросы «исповедального характера». В тот вечер в театре давали два представления — «Антимиры» и «Павшие и живые». Высоцкий, занятый в обеих постановках, пообещал ответить в перерыве между выходами на сцену. Однако опросные листы были заполнены только ближе к полуночи, и, сдавая их Меньщикову, Владимир Семёнович признался, что эта кропотливая работа по энергозатратности оказалась схожей с участием в десяти спектаклях. Любимым писателем Высоцкий назвал Михаила Булгакова, поэтом — Беллу Ахмадулину. Среди актёров и актрис он отдал предпочтение Михаилу Яншину и своей коллеге по таганской сцене Зинаиде Славиной. В кинематографе респондент выделил фильм «Огни большого города» и его режиссёра — Чарли Чаплина. Музыкальные пристрастия Высоцкого распределились так: Шопен, «12-й этюд», «Вставай, страна огромная».
Идеалом мужчины для Владимира Семёновича в момент заполнения анкеты был Марлон Брандо; о женском идеале Высоцкий написал: «Секрет всё-таки». Другом он назвал Валерия Золотухина, отметив, что ему свойственны такие черты, как «терпимость, мудрость, ненавязчивость». Самым радостным событием в жизни для актёра стала бы премьера «Гамлета», а самым драматичным — потеря голоса. Любимым афоризмом Высоцкий назвал собственное выражение: «Разберёмся». Последний вопрос анкеты звучал остро: «Хочешь ли ты быть великим и почему?» Ответ: «Хочу и буду. Почему? Ну уж это, знаете!..». Позже Меньщиков признался, что, прочитав ответы, испытал некоторое разочарование — оно было связано прежде всего с песней «Священная война». Высоцкий ответил коллеге по театру весьма жёстко: «Щенок. Когда у тебя мурашки по коже побегут от этой песни, ты поймёшь, что я прав». По воспоминаниям Меньщикова, через восемь лет после анкетирования он показал Владимиру Семёновичу его ответы. Тот, перечитав их свежим взглядом, заметил: «Ну надо же, и добавить нечего. Неужели я так законсервировался?»

## 1970-е годы

### Марина Влади

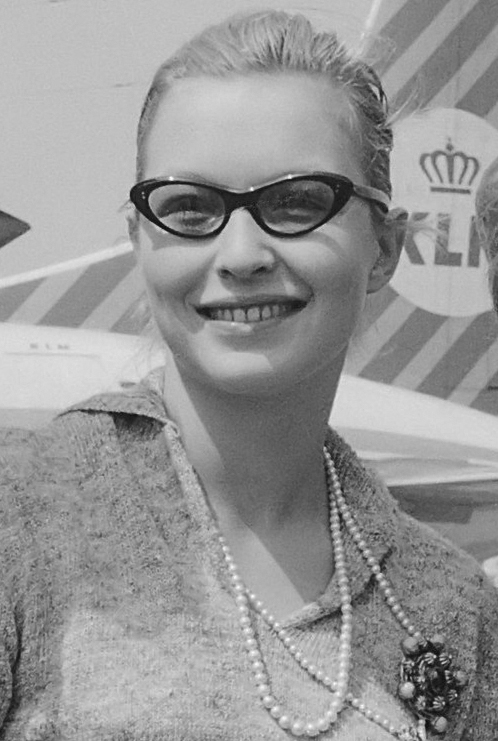
Марина Влади в 1960 году

В конце 1950-х годов в число зарубежных кумиров советской интеллигенции входили Эрнест Хемингуэй и Ив Монтан. После выхода в советский прокат фильма 1956 года «Колдунья» (фр. La Sorcière) к ним добавилась Марина Влади — актриса, рассказывавшая о своём происхождении так: «Я русская с французским паспортом и имею здоровые славянские корни, доставшиеся мне от мамы — русской дворянки — и отца родом из украинских цыган». До встречи с Высоцким Влади дважды приезжала в Москву — в 1959 и 1965 годах. Её очередное посещение советской столицы состоялось в июле 1967 года в рамках V Московского международного кинофестиваля. По рекомендации принимающей стороны Марина посетила Театр на Таганке, где впервые увидела Высоцкого-актёра, — на сцене шла репетиция спектакля «Пугачёв», во время которой исполнитель роли Хлопуши яростно бился в цепях. Знакомство было продолжено вечером в ресторане ВТО, а затем — у московского собкора газеты «Юманите» Макса Леона. Впоследствии Влади рассказывала, что поначалу Высоцкий — невысокий, с неброской внешностью — не произвёл на неё особого впечатления; ей нравились мужчины «латинского типа». Однако когда Владимир Семёнович взял в руки гитару и запел, Марина «забыла обо всём на свете. Видела и слышала только его, чудесным образом моментально преобразившегося из простоватого парня в незаурядного творца».
В том же 1967 году Высоцкий написал «Дом хрустальный» («Если я богат, как царь морской…») — свою первую песню о любви, не имеющую явного иронического подтекста и обращённую к Марине. В дальнейшем поэт посвятил ей и другие произведения. К примеру, стихотворный текст, содержащий строки «Я больше не избавлюсь от покоя: / Ведь всё, что было на душе на год вперёд, / Не ведая, она взяла с собою — / Сначала в порт, а после — в самолёт», Влади впервые услышала по телефону, находясь у себя дома в Мезон-Лаффит. Высоцкий сочинил эту песню на переговорном пункте, ожидая соединения с Парижем. Одной из проблем, с которыми столкнулась Марина на этом жизненном этапе, оказалось получение и продление разрешительных документов. По словам актрисы, ей столь часто приходилось обращаться в ОВИР по вопросам оформления визы, что с годами отношения с руководством этой организации стали «почти сердечными». Одним из поступков, позволивших впоследствии решить целый ряд сложных вопросов, связанных — в том числе — с получением Высоцким загранпаспорта, стало вступление Влади в 1968 году во Французскую компартию: «Это кратковременное и символическое членство в партии придаст моим просьбам вес».
Регистрация брака Марины Влади и Владимира Высоцкого состоялась 1 декабря 1970 года в Грибоедовском загсе. Церемония была краткой, лишённой пафоса и без марша Мендельсона; жених и невеста, у каждого из которых за плечами имелся опыт прежней супружеской жизни и пятеро сыновей на двоих, пришли во дворец бракосочетаний в водолазках. В роли свидетелей выступили Макс Леон и Всеволод Абдулов. Кроме них, на мероприятии присутствовали режиссёр Виктор Туров, композитор Оскар Фельцман и скульптор Зураб Церетели, пригласивший Марину и Владимира Семёновича в свадебное путешествие в Тбилиси. Супруги приняли приглашение, и празднование в Грузии прошло в соответствии с законами кавказского гостеприимства.
По мнению Марины, их официальная регистрация облегчила Владимиру Семёновичу жизнь, особенно во взаимоотношениях с властью: «Не будь нашей женитьбы, Высоцкого просто извели бы. <…> А при мне его не решались трогать». Кроме того, ей казалось, что брак спасёт поэта от саморазрушения. Однако алкогольные срывы происходили у Высоцкого и после свадьбы. По воспоминаниям Влади, всякий раз, когда муж внезапно исчезал, ей приходилось «брать след», искать его по всей Москве. Если же она, находясь в Париже, не могла проконтролировать перемещения Владимира Семёновича, поиски затягивались; в такие дни он мог улететь на самолёте или отправиться в путь на морском судне. Один из срывов, произошедший ещё до свадьбы, в 1969 году, едва не закончился трагедией — у Высоцкого возникло сильное артериальное кровотечение, поэта отвезли в Институт Склифосовского, где его спасла бригада реаниматологов. Позже, рассказывая актрисе Алле Демидовой об этом событии, Высоцкий признался, что сразу после «возвращения к жизни» он увидел склонившееся над ним лицо Марины. Эта история получила поэтическое воплощение — в 1970 году Андрей Вознесенский написал стихотворение «Реквием оптимистический», в котором были строки: «Володька, / если горлом кровь, / Володька, / когда от умных докторов воротит, / а баба, русый журавель, /в отлёте, / кричит за тридевять земель: / „Володя!“».
По мнению литературоведа Владимира Новикова, мечта Высоцкого сыграть Гамлета не осуществилась бы без Влади: она выполняла рядом с ним ту же роль, что булгаковская Маргарита — рядом с Мастером, сумевшим написать свой роман благодаря её вере в силы и возможности возлюбленного. Давид Карапетян вспоминал, как однажды, послушав запись песни Владимира Семёновича «Белое безмолвие», он оценил высокое качество работы; поэт ответил, что они сделали это вместе с Мариной, — на каком-то этапе Высоцкий стал воспринимать Влади как соавтора, хотя прямого отношения к произведению она не имела. В творческой биографии Марины и Владимира был и один совместный кинопроект — речь идёт о фильме «Они вдвоём» или «Их двое» (венг. Ök ketten), снятом на венгерской киностудии «Мафильм» режиссёром Мартой Месарош в 1977 году. В картине есть небольшая сцена, когда героиня Влади — замужняя женщина Мария — идёт снежным вечером в кино с сослуживцем; неожиданно он целует свою спутницу. Роль товарища по работе исполнил Высоцкий. Сам эпизод получился романтичным, но в книге воспоминаний Марина рассказала о том, что тревожило её и в момент прибытия мужа на съёмки в Будапешт, и в паузах между дублями: «Холодная паника, которую я увидела у тебя в глазах, возникает у наркоманов, когда они вовремя не получают своей дозы наркотика». В последние годы жизни Высоцкого отношения между ним и Влади были сложными. Одно из его писем, написанное, предположительно, до 11 июня 1980 года, Марина нашла уже после смерти поэта:

Мариночка, любимая моя, я тону в неизвестности. У меня впечатление, что я смогу найти выход, несмотря на то, что я сейчас нахожусь в каком-то слабом и неустойчивом периоде. <…> Главное — я хочу, чтобы ты оставила мне надежду, чтобы ты не принимала это за разрыв, ты — единственная, благодаря кому я смогу снова встать на ноги. Ещё раз — я люблю тебя и не хочу, чтобы тебе было плохо. Потом все встанет на своё место, мы поговорим и будем жить счастливо.— В. Высоцкий

### Театральные роли в 1970-х годах
Премьера «Гамлета», состоявшаяся на таганской сцене 29 ноября, стала одним из самых заметных театральных событий 1971 года. Зрители, входившие в зал, видели сидевшего в глубине сцены актёра в чёрных джинсах и свитере, который в ожидании третьего звонка негромко играл на гитаре. В то же время обратиться к нему с приветственной репликой было невозможно, потому что публика сознавала: это не певец Высоцкий, а Гамлет, облачённый в повседневные одежды 1970-х годов; как отмечала в одной из рецензий критик Татьяна Бачелис, он «словно бы пребывал в другом измерении. И ему одному принадлежало священное право соединить иное, шекспировское, измерение — с нашим, обыденным». Гамлет Высоцкого напоминал «парня с улицы», но за его «колючестью» стояли непрерывная работа мысли и «сгибающая пополам» боль за всё, что происходит в мире.
В 1975 году в сценической биографии Высоцкого появился ещё один герой — купец Ермолай Алексеевич Лопахин из пьесы Чехова «Вишнёвый сад». Сквозной темой «Вишнёвого сада» в трактовке постановщика спектакля Анатолия Эфроса была многолетняя всепоглощающая любовь Лопахина к Раневской. Купец, сумевший приобрести имение, не выглядел у Высоцкого победителем жизни; его драма заключалась в том, что Любовь Андреевна, утратившая сад, покинет Россию, и он потеряет её навсегда. По словам Аллы Демидовой, жизнь Высоцкого в ту пору была заполнена любовью, и отсвет этого чувства перешёл на рисунок роли — герою передались и нежность, и страстность исполнителя.
Последней театральной ролью Высоцкого стал Свидригайлов из спектакля «Преступление и наказание», премьера которого состоялась 12 февраля 1979 года. В дальнейшем он продолжал сниматься в кино, выступать с концертами, работать над песнями и сценариями, однако сценических образов больше не создавал. В беседе с литературоведом Юрием Карякиным, подготовившим для Таганки инсценировку романа Достоевского, Владимир Семёнович признавался, что при работе над этой ролью ему важно было найти самое больное место в истории героя: «Правда только там, где прорывается боль».

### Песенно-стихотворное творчество
Я много занимался [спортом], когда был помоложе. Занимался боксом, занимался акробатикой, занимался другими видами спорта. Когда я стал актёром, то стал заниматься спортом для сцены. <…> Ещё я стал заниматься спортом в связи с песнями. Я очень серьёзно отношусь к спортивным проблемам и пою песни о спорте. В спорте есть большая драматургия. Там есть столкновение всегда. Кто-то хочет выиграть, кто-то не хочет проиграть. В этом есть парадокс, потому что выиграть может только один. Поэтому я написал несколько спортивных песен.

#### Философская лирика первой половины 1970-х годов
Одним из главных событий в творческой биографии Высоцкого стала работа над ролью Гамлета в Театре на Таганке. Гамлетовская тема оказала влияние не только на Высоцкого-актёра, но и на Высоцкого-поэта. В 1972 году, через год после премьеры спектакля, Высоцкий написал стихотворение «Мой Гамлет», рассказывающее одновременно и об авторе, и о его сценическом герое. Гамлетовские интонации обнаруживаются и в других произведениях Высоцкого, написанных в этот период. К примеру, герой «Песни конченого человека» («Истома ящерицей ползает в костях…») произносит монолог о смысле (или бессмысленности) жизни. Смятение персонажа, находящегося в состоянии «душевного провала», навеяно, вероятно, «аурой» роли принца датского: «Ни философский камень больше не ищу, / Ни корень жизни, — ведь уже нашли женьшень…». В поисках ответа на гамлетовский вопрос пребывает и герой песни «Мои похорона», рассказывающий о своём страшном сне: «На мои похорона / Съехались вампиры».
Несмотря на то, что в начале 1970-х годов исповедальные интонации в песнях и стихах Высоцкого постепенно нарастали, в его творчестве сохранялась и развивалась ролевая лирика, творческое освоение которой началось ещё в 1960-х. Примерами произведений, где автор «перевоплощался» даже в неодушевлённые предметы, являются «Баллада о брошенном корабле» («Капитана в тот день называли на ты…») и «Песня микрофона». В первом случае повествование ведётся от лица корабля, оставленного командой; во втором героем-рассказчиком становится оглохший «от ударов ладоней» микрофон, который по роду деятельности «усиливал, усиливал, усиливал». Кроме того, Высоцкий продолжал разрабатывать военную тему — в этот период он написал такие песни, как «Чёрные бушлаты», «Мы вращаем Землю», «Тот, который не стрелял». В них рассказ о войне шёл уже через призму «гамлетовского опыта автора».

#### Поэзия синтеза. Вторая половина 1970-х годов
В последние годы жизни Высоцкий начал соединять в своём песенно-поэтическом творчестве темы, мотивы, сюжеты и образы, которые разрабатывались им все прежние годы. В поздней лирике поэта вновь появился маргинальный герой, присутствовавший в дворовых песенных циклах Владимира Семёновича; теперь этот повзрослевший персонаж стал смотреть на мир сквозь призму гамлетовского опыта. Высоцкий вернулся к художественным приёмам, использовавшимся им в песнях второй половины 1960-х годов, — речь идёт о гротеске, иносказании, стилизациях. Наконец, в песнях второй половины 1970-х годов сохранилась исповедальная интонация, появившаяся во время работы над образом принца датского. В результате родилась так называемая «поэзия синтеза», вобравшая в себя творческие поиски и наработки трёх предыдущих творческих периодов.
Во второй половине 1970-х годов Высоцкий настолько часто обращался к воспоминаниям о детстве и отрочестве, что в результате сформировался своеобразный тематический цикл, включающий песню «Из детства» («Ах, чёрная икорочка!»), «В младенчестве нас матери пугали…», «Балладу о детстве». Обращение к этой теме исследователи связывают не столько с авторской ностальгией по прошлому, сколько с попытками поэта понять, как корни и истоки влияют на судьбу человека. Кроме того, автобиографические мотивы, присутствующие в поздней лирике Высоцкого, соотносятся с судьбой страны.

### Роли в кино в 1970-х годах
Рост — 170 см, вес — 70 кг, цвет волос — русый, цвет глаз — зелёный. Инструмент — гитара,
рояль. Танец — да. Пение — да. Ставка в месяц — 150 руб., ставка за съёмочный день — 40 руб.

Владимир Высоцкий на съёмках фильма «Место встречи изменить нельзя» в 1978 году

В 1970-х годах список киноролей Высоцкого пополнился, однако не все его работы были благожелательно встречены критикой. Так, актёр возлагал большие надежды на участие в картине Александра Столпера «Четвёртый», где Владимиру Семёновичу предложили сыграть журналиста, обозначенного в титрах местоимением Он. Однако в прокате картина, содержавшая «явный пропагандистский контекст», провалилась. Не стала большим событием в кинематографе ещё одна лента с участием Высоцкого — советско-югославский фильм «Единственная дорога», где актёр играл русского военнопленного капитана Солодова. Большим разочарованием обернулось для Владимира Семёновича и участие в двухсерийной киноленте «Бегство мистера Мак-Кинли». Режиссёр Михаил Швейцер предложил Высоцкому написать для картины несколько баллад, которые, по задумке постановщика, сопровождали бы сквозную тему фильма. Исполнял баллады герой Высоцкого — уличный певец Билл Сигер. Однако большая их часть оказалась исключена из фильма. Роль Билла Сигера из ключевой превратилась в эпизодическую.
Вместе с тем в 1970-х годах в кинобиографии Высоцкого появились роли, которые привлекли внимание рецензентов «сложным психологизмом игры». К ним относится зоолог фон Корен из фильма Иосифа Хейфица «Плохой хороший человек», снятого по мотивам повести Чехова «Дуэль». В 1974 году на Фестивале Наций в Таормине за роль фон Корена Высоцкий был удостоен приза «За лучшую мужскую роль». Одним из самых заметных образов, сыгранных Высоцким, стал Глеб Жеглов из картины Станислава Говорухина «Место встречи изменить нельзя». В этой картине Владимир Семёнович по просьбе режиссёра выступил и в качестве постановщика. Он самостоятельно снял эпизод с опознанием Фокса и сцену допроса Шараповым доктора Груздева. В 1987 году «за создание образа Жеглова в телевизионном художественном фильме „Место встречи изменить нельзя“ и авторское исполнение песен» Высоцкому была посмертно присуждена Государственная премия СССР. Последней ролью в кинематографической биографии Высоцкого стал Дон Гуан из ленты Михаила Швейцера «Маленькие трагедии». Режиссёр, выбирая актёра на роль героя-соблазнителя, учитывал внутреннюю близость артиста и персонажа. Швейцер говорил: «Он поэт и он мужчина. <…> Понимаете, пушкинские герои живут „бездны мрачной на краю“ и находят „неизъяснимы наслажденья“ существовать в виду грозящей гибели. Дон Гуан из их числа. И Высоцкий — человек из их числа».

### Музыкальный архив Константина Мустафиди
В 1972 году Людмила Орлова (начальник смены международной телефонной станции, часто помогавшая Высоцкому связываться с Парижем, прообраз героини песни «Ноль семь») познакомила его с Константином Мустафиди — инженером спутниковой связи. Константин побывал на спектакле в Театре на Таганке, поговорил с Владимиром о НИИ Радио и спутниковой связи. Рассказы увлекли Высоцкого, собеседники обменялись телефонами и стали периодически созваниваться. Константин хорошо разбирался в звукозаписи и имел в своём распоряжении достаточно высокого уровня катушечный магнитофон AIWA. Пробная запись, сделанная на дому у Мустафиди, понравилась Высоцкому своим качеством, и он согласился на предложение записать архив песен. Константин попросил друзей привезти из Японии для Владимира квадроакустическую систему AKAI. Следующие записи делались уже на этой аппаратуре у Высоцкого в съёмной квартире на Матвеевской (дом 6, кв. 27) — как правило, по восемь — десять песен за сеанс. Репертуар определял Высоцкий, отказываясь петь то, что ранее было записано на студиях для фильмов. Всего таким образом удалось записать около четырёхсот песен.
Ещё в начале совместной работы Мустафиди оговорил условие, что записи будут храниться у него. Высоцкий иногда обращался к Константину с просьбами сделать копии для друзей или родственников, но это происходило нечасто. В ту пору хорошая аппаратура появилась у иранского бизнесмена Бабека Серуша, Шемякина, Александра Митты, Михаила Крыжановского. Высоцкий стал записываться и у них. После смерти поэта Марина Влади передала Мустафиди личные плёнки Высоцкого и поручила собрать архив записей у всех знакомых. Таким образом плёнки сохранились, став известными под названием «коллекция Константина Мустафиди». Вышедшее в 1989 году собрание песен «На концертах Владимира Высоцкого» было создано — в том числе — на базе этих записей.

## Концертная деятельность

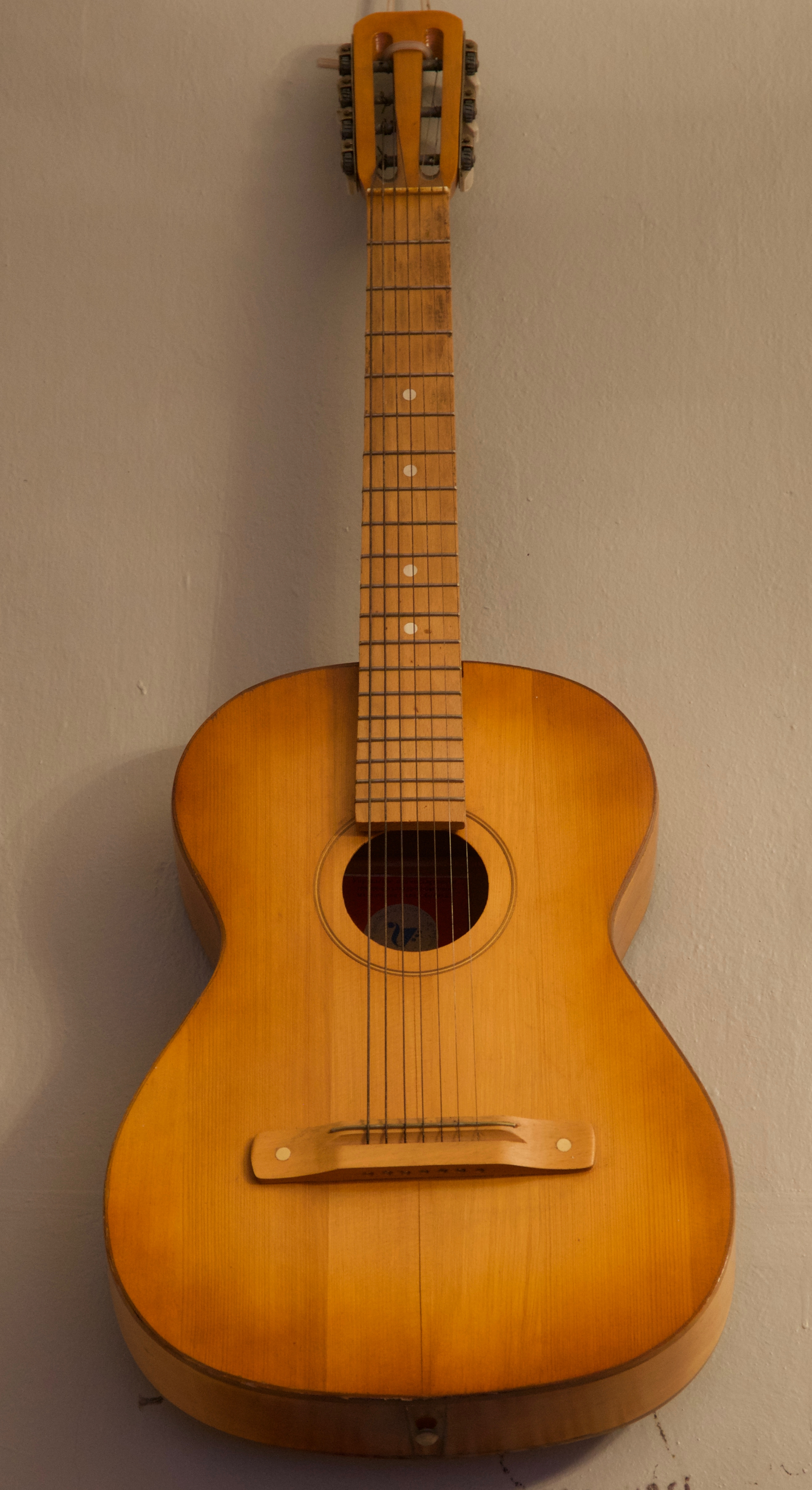
Гитара Владимира Высоцкого

Первый сольный концерт Высоцкого состоялся в апреле 1965 года во время ленинградских гастролей Театра на Таганке, когда артиста пригласили выступить в кафе «Молекула», принадлежавшем Институту высокомолекулярных соединений. Он исполнял «Татуировку», «Тот, кто раньше с нею был», другие песни «блатного цикла». В книге почётных гостей Владимир Семёнович оставил запись: «Очень приятно, что в другом городе можно чувствовать себя, как дома». 4 января 1966 года состоялось выступление Высоцкого в Институте русского языка, расположенном на Волхонке. Аудитория была настроена по отношению к поэту весьма доброжелательно, он сопровождал песни авторскими комментариями и на прощание получил от лингвистов подарок — томик Анны Ахматовой «Бег времени».
Высоцкий, готовясь к встречам с аудиторией, стремился представить зрителям некое подобие «авторского „Избранного“» — в программу был обычно заложен внутренний сюжет, раскрывающий творческие приёмы поэта; по словам литературоведа Владимира Новикова, каждый концерт Владимира Семёновича представлял собой своеобразный «роман в песнях». Постепенно география выступлений стала увеличиваться. Концерты проходили в НИИ и домах культуры, Высоцкий пел в альпинистских лагерях, спускался в каске и с гитарой в шахты; когда младший сын Марины Влади попал в детскую больницу, Владимир Семёнович устроил сольное выступление для пациентов и персонала клиники. В 1976 году он ездил в иркутскую артель к Вадиму Туманову. Позже Туманов рассказывал, что в посёлке Холомхо, расположенном в Бодайбинской тайге, Высоцкий в течение четырёх часов пел для старателей, многие из которых специально ради этого концерта приехали с дальних приисков. В день его выступления оказались отложены рейсы местных авиалиний, поскольку бодайбинские пилоты тоже приехали в Холомхо.
Поначалу билетов и афиш, извещающих о выступлениях Высоцкого, не существовало — концерты проходили под неформальной вывеской «встреча с актёром театра и кино». Для получения официального разрешения необходимо было утвердить песенный репертуар в Москонцерте, но попытка заручиться поддержкой этой организации, сделанная в 1966 году, успехом не увенчалась. Позже часть выступлений стала проходить по путёвкам общества «Знание», где за один концерт Высоцкому платили 75 рублей. В марте 1973 года в газете «Советская культура» вышла статья, озаглавленная «Частным порядком». В ней упоминалось, что в феврале того же года Высоцкий дал в Новокузнецке шестнадцать концертов, проходивших в обход Росконцерта. Выступления, организатором которых была дирекция местного театра, автор публикации назвал «халтурой» и «незаконной предпринимательской деятельностью». «Новокузнецкое дело» завершилось решением суда — поэту надлежало вернуть государству 900 рублей. Летом Владимир Семёнович отправил письмо на имя Петра Демичева. В тексте указывалось, что в течение девяти лет Высоцкий как автор и исполнитель песен не может «пробиться к официальному узаконенному общению со слушателями».

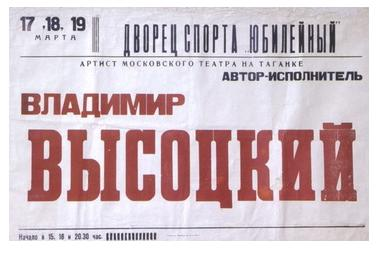
Афиша концертов Высоцкого во Дворце спорта в Ташкенте, 1979 год

Странно, что об этом забочусь один я. Это не простая проблема, но верно ли решать её, пытаясь заткнуть мне рот или придумывая для меня публичные унижения? Я хочу только одного — быть поэтом и артистом.— отрывок из письма Высоцкого к Петру Демичеву. 1973
После рассмотрения письма Высоцкому «как артисту разговорного жанра» была присвоена концертная филармоническая ставка — 11 рублей 50 копеек за одно выступление. Однако новокузнецкая история оказалось не единственной в ряду аналогичных «дел». В 1979 году возникло так называемое «минское дело», связанное с тем, что организаторы выступлений, работавшие по линии общества книголюбов, продавали билеты на концерты Высоцкого по завышенной цене. Как пояснял позже администратор Театра на Таганке Валерий Янклович, ездивший вместе с Высоцким на выступления в столицу Белоруссии, представитель принимающей стороны «к билетам по 50 копеек штампиком ставил двойку и получалось 2 рубля 50 копеек». Следователь, разбиравшийся в обстоятельствах дела, не обнаружил причастности Высоцкого и Янкловича к этим манипуляциям.
После выступлений Высоцкого, состоявшихся весной 1979 года в Удмуртии, было заведено «ижевское дело». По словам адвоката Генриха Падвы, к которому Высоцкий обратился за содействием, концертный администратор Василий Кондаков обвинялся в том, что во время проводившихся в Ижевске и Глазове концертов (в них участвовали Валентина Толкунова, Геннадий Хазанов, Владимир Высоцкий) он продавал бо́льшее количество билетов, чем указывал в отчётных документах. 2 июля 1980 года суд огласил приговор. Как подчеркнул Падва, «всё связанное с концертами Высоцкого суд отбросил, признав, что ничего криминального там нет».
Несмотря на то, что гастрольная деятельность Высоцкого по СССР изучена достаточно хорошо, в ней все еще есть лакуны. В 2013 году тверской филолог, просветитель и преподаватель Тверского государственного университета Е.П. Беренштейн издал книгу "«“Но мне хочется верить…” (В.С. Высоцкий в Калинине)»", посвященную пребыванию Владимира Семеновича в Твери.

## Зарубежные путешествия
В 1965 году Высоцкий сочинил песню о проблемах, с которыми может столкнуться советский человек, решивший съездить за границу; она начиналась словами: «Перед выездом в загранку / Заполняешь кучу бланков…». В момент написания этого произведения автор ещё не имел практического опыта общения с ОВИРом; если не считать Германии, где он жил в детстве с отцом и мачехой, поэт до тридцатипятилетнего возраста не выезжал за рубеж. По воспоминаниям Марины Влади, для того, чтобы добиться получения загранпаспорта для мужа, ей пришлось обращаться за содействием к политику и журналисту Ролану Леруа, который, в свою очередь, попросил поддержки у руководителя ФКП Жоржа Марше. Вопрос решался на уровне глав коммунистических партий двух стран; в итоге паспорт с оформленной визой Высоцкому принёс на дом спецкурьер. Восемнадцатого апреля 1973 года Владимир Семёнович и Марина отправились в европейское путешествие на автомобиле «Рено». Впечатления, полученные поэтом от его первой зарубежной поездки, позже легли в стихотворный цикл «дорожных» стихов.
В дальнейшем Высоцкий постоянно посещал Францию и другие страны, однако до определённого момента ему приходилось существовать в режиме ограничений, предписываемых одним из положений постановления Совета министров СССР от 22.09.1970. Согласно этому документу, советским гражданам разрешался «въезд в развивающиеся и капиталистические страны» не чаще одного раза в год. В марте 1977 года поэт обратился в МВД СССР с заявлением: «Прошу разрешить мне многократно выезжать к моей жене, ибо иногда требуется моё срочное присутствие у неё и помощь, а я всякий раз должен оформляться, и это вызывает невроз и в театре, и в кино, и во всех моих других начинаниях». Власти дали согласие на получение многократной визы; при этом заполнять анкеты для ОВИРа и оплачивать госпошлину в размере 300 рублей Высоцкому «в порядке исключения» разрешили только раз в год — в остальных случаях достаточно было написать заявление «произвольной формы».
Одним из центров притяжения в Париже для Высоцкого стала мастерская художника и скульптора Михаила Шемякина, с которым поэт познакомился во время второй поездки во Францию в 1974 году. По словам Марины Влади, Высоцкий и Шемякин часами обсуждали там множество вопросов. Актриса считала, что по душевному складу они отличались друг от друга: «Единственная ваша точка соприкосновения, за исключением таланта, — это любовь к диким попойкам».  Высоцкий посвятил Шемякину несколько песен и стихотворений. Одно из них — «Открытые двери больниц, жандармерий…» — было написано, как отмечал автор, в связи с «одним странным таким загулом, который произошёл не так давно». Речь шла об истории, когда друзья появились сначала в кабаре Жана Татляна «Две гитары», а продолжили вечер в русском ресторане «Распутин». Когда Высоцкий начал исполнять там песню «Большой Каретный», Шемякин вынул из кармана пистолет и стал стрелять в потолок. Затем, не дожидаясь приезда жандармов, поэт и художник отправились в ресторан «Царевич»; как вспоминал позже Шемякин, «всё было страшно, всё было интересно». Эти события происходили во время гастролей Театра на Таганке во Франции в 1977 году. «Гамлет» с Высоцким в главной роли получил в те дни премию французских кинокритиков как лучший иностранный спектакль года.
В 1970 году Высоцкий, отвечая на вопросы распространявшейся в театре анкеты, в графе «страна, к которой ты относишься с симпатией», помимо России и Франции назвал Польшу. В этой стране Высоцкий и Влади сделали первую остановку во время автомобильного путешествия в 1973 году. Был организован дружеский вечер с участием Даниэля Ольбрыхского, Кшиштофа Занусси, Анджея Вайды, Ежи Гофмана. Позже, вспоминая о встречах с Высоцким, Ольбрыхский рассказывал: «Он сидел на берегу Вислы и смотрел на реконструированное Старое Място, Варшава же очень сильно пострадала во время войны. И потом у меня дома он сочинил песню про советский танк в сорок четвёртом». Весьма тёплые отношения складывались у Высоцкого со зрителями из Болгарии. В 1975 году Болгария стала первой страной, в которую Театру на Таганке, имевшему репутацию «невыездного», разрешили выехать с гастролями. Изначально присутствие таганской труппы в Софии ограничивалось двенадцатью днями; позже удалось продлить гастроли ещё на шесть дней.
В 1975 и 1976 годах Высоцкий и Влади совершили два путешествия на круизном теплоходе «Белоруссия». Из Лас-Пальмаса Высоцкий отправил своему товарищу Ивану Бортнику открытку с текстом: «Скучаю, Ваня, я, / Кругом Испания. / Они пьют горькую, / Лакают джин. / Без разумения / И опасения. / Они же, Ванечка, / Все без пружин». Как пояснял высоцковед Марк Цыбульский, под «пружиной» поэт подразумевал эспераль. Ивану Бортнику было адресовано и письмо Высоцкого, отосланное из Мексики, где Владимир Семёнович находился летом 1977 года вместе с Мариной Влади, снимавшейся там в картине «Тайны Бермудского треугольника»:

На самом кончике Юкатана, вроде как типун на языке, есть райское место Канкун, но я не там. Мне ещё четыре часа на пароходике до острова Косумель — его, Ваня, на карте не ищи, — нет его на карте, потому что он махонький, всего, как от тебя до Внуково. Вот сюда и занесла меня недавно воспетая «Нелёгкая».

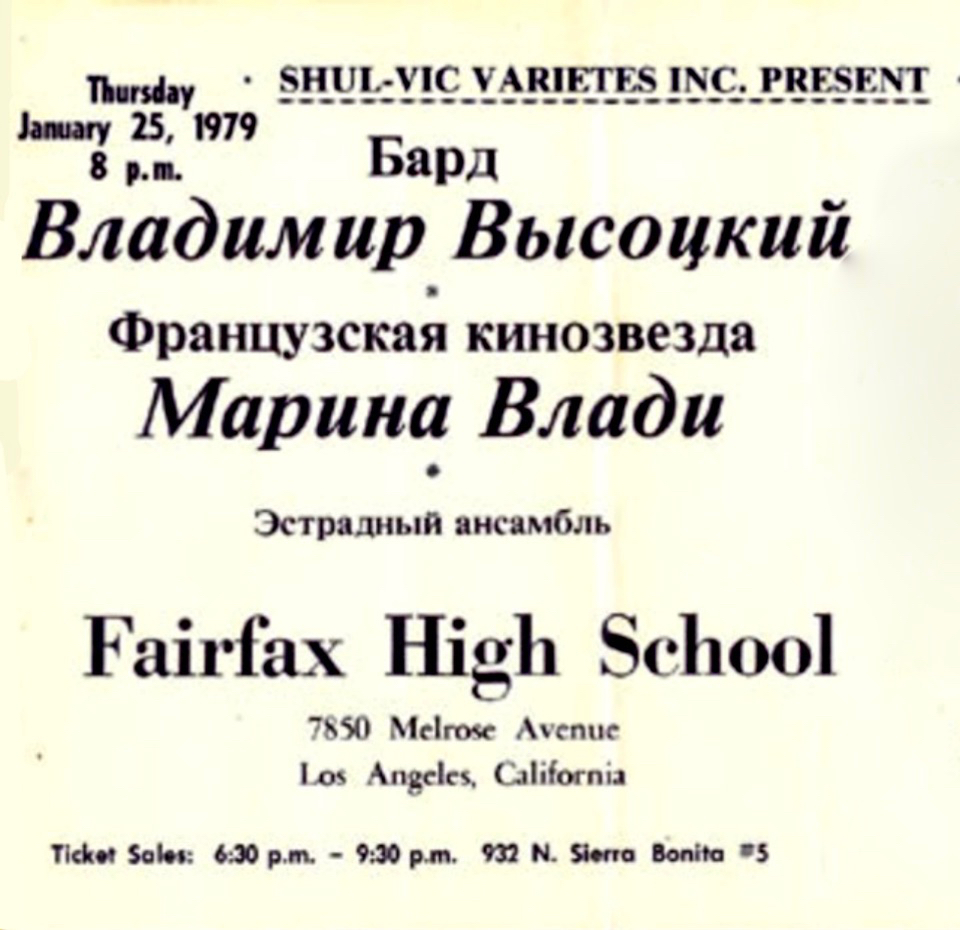
Афиша, извещающая о концерте в Лос-Анджелесе 25 января 1979 года

Высоцкий неоднократно бывал в Северной Америке. Марина Влади, рассказывая об американских встречах, вспоминала о Михаиле Барышникове, предоставившем супругам для проживания свою квартиру в Нью-Йорке; о Милоше Формане, предложившем им присутствовать на репетиции фильма «Волосы»; об Иосифе Бродском, встреча с которым произошла в небольшом кафе, расположенном в богемном квартале Нижнего Манхэттена — Гринвич-Виллидж. После прогулки Бродский пригласил гостей в свою небольшую квартиру и приготовил ужин в восточном стиле. «Перед тем как нам уходить, он пишет тебе посвящение на своей последней книге стихов».
В 1979 году состоялись выступления Высоцкого в США и Канаде. В свой день рождения — 25 января 1979 года — он выступал в двух городах: Чикаго и Лос-Анджелесе. Той же зимой поэта ждали в Торонто, однако там концерты Высоцкого состоялись только в апреле .
Через год, весной 1980-го, тема новой поездки в Америку стала одной из ключевых в беседах Высоцкого с друзьями. Он планировал не только дать в США ряд концертов, но и, по свидетельству Михаила Шемякина, попробовать свои силы в американском кинематографе. Однако, говоря о поездке, Высоцкий имел в виду не только творческие проекты. В разговоре с Валерием Янкловичем поэт, чувствовавший себя уже очень плохо, не скрывал, что рассчитывает на помощь американских врачей: «Вот они меня вылечат». Эти планы остались неосуществлёнными.

## Публикации и сборники
Он сам себя напечатал миллионными тиражами на магнитофонных плёнках и пластинках. Это такой редкий случай, когда поэт сам стал издательством, прежде чем вышла его книга.
При жизни Высоцкий не дождался выхода полноценного сборника своих произведений. Тексты стихов и песен периодически появлялись в разных изданиях, но они были очень немногочисленными. Относительно подробные поэтические подборки выходили только на Западе. Помочь Высоцкому пытались поэты Борис Слуцкий, Александр Межиров, Давид Самойлов, Евгений Евтушенко, Андрей Вознесенский, однако их визиты к заведующим отделами поэзии ведущих редакций результата не имели. Выпуск стихотворного сборника Высоцкого в официальном издательстве был невозможен ещё и потому, что Высоцкий наотрез отказывался сокращать или изменять свои тексты, тогда как редактура и цензура СССР всегда настаивала на правках или сокращениях.
После выхода на экраны фильмов «Я родом из детства» и «Вертикаль» тексты песен Высоцкого появились в журнале «Советский экран» № 15 за 1967 год («Прощание с горами»), информационном сборнике «Новые фильмы» (в июльском номере — текст «Песни о друге», а в февральском — текст «На братских могилах»), журнале «Смена» («На братских могилах» под названием «Вечный огонь»). После этих публикаций и выпуска фирмой «Мелодия» гибкой пластинки с песнями из фильма «Вертикаль» вышла масса напечатанных текстов Высоцкого из этих картин (иногда с нотами) в провинциальной прессе. Редакторы газет районного или городского уровня, бравшие на себя смелость публиковать эти стихи, практически не рисковали — песни уже получили разрешительный вердикт в более высоких инстанциях. Так были напечатаны песни «В суету городов и в потоки машин…» (около тридцати публикаций), «Если друг оказался вдруг…» (более ста публикаций), «Братские могилы» (более двадцати публикаций), «Здесь вам не равнина, здесь климат иной…» (пять публикаций), «Мерцал закат, как сталь клинка…» (семь публикаций).
Зачастую песни Высоцкого, иногда без указания авторства, иногда с указанием фамилий других авторов, печатались при выпуске пьес и нотных сборников. Так произошло с произведениями «Песня Геращенко», «Моя цыганская» («В сон мне — жёлтые огни…»), «Утренняя гимнастика», «Песня Сенежина», «Корабли постоят — и ложатся на курс…», «Один музыкант объяснил мне пространно…», вошедшими в пьесу Александра Штейна «Последний парад», которая была выпущена без упоминания об авторе стихов в 1969 году в издательстве «Искусство» и переиздана в 1978 году (уже с указанием авторства). Песню из кинофильма «Опасные гастроли» в 1970 году опубликовали в нотном сборнике Александра Билаша на Украине («Было так — я любил и страдал…»). В период с 1972 по 1974 год песню «Он не вернулся из боя» включили в четыре нотных сборника, иногда с указанием музыки композитора Станислава Пожлакова. В 1976 году вышел сборник музыкальных произведений Вениамина Баснера «Поёт Эдуард Хиль: Песни» со стихотворением Высоцкого «Когда я спотыкаюсь на стихах…» (под названием «Вы возьмите меня в море, моряки»). Песню из фильма «Единственная дорога» «В дорогу — живо! Или — в гроб ложись!…» опубликовал таллинский журнал «Ekraan» (1976, № 4) на русском и эстонском языках.
Единственным прижизненным случаем публикации именно стихотворения и именно в специализированном поэтическом издании можно считать выход в сокращённом виде произведения «Ожидание длилось, а проводы были недолги…» в сборнике «День поэзии-1975» издательства «Советский писатель». Петру Вегину, его составителю, Высоцкий передал весь цикл стихотворений «дорожных» стихов ещё за год до выхода сборника. Чтобы напечатать произведение, Вегину и редактору «Дня поэзии» Евгению Винокурову пришлось пойти на ухищрения — в издательстве они сделали вид, будто не знают, кто такой Высоцкий. Но «протолкнуть» удалось только один стихотворный текст, и тот с редакторской правкой некой начальницы — она вычеркнула две строфы.
Поэт мечтал увидеть свои стихи напечатанными, идея подготовить поэтический сборник Высоцкого «витала в воздухе», но официально издать его не удавалось. В 1978 году знакомые поэта Олег Терентьев и Борис Акимов подарили Владимиру Семёновичу самодельную книгу — отпечатанное «собрание» его сочинений в двух томах. «По-моему, дороже подарка Володя никогда в жизни не получал», — сказал по этому поводу Валерий Янклович.
В 1977—1978 годах в Париже без участия и ведома Высоцкого издательство «YMCA-Press» выпустило четырёхтомный сборник «Песни русских бардов». Составитель сборника Владимир Ефимович Аллой ещё в 1976 году получил из СССР около тысячи песен десятков авторов и рассчитывал, что издание «вполне целостного среза неофициальной песенной культуры, столь популярной в Союзе», будет ждать коммерческий успех. В это издание, распространявшееся по подписке, анонсированной в мае 1977 года, вошло более двухсот произведений Высоцкого. Подписчики получали не только книги, но и одновременно песни на кассетах.

## Участие в «Метрополе»

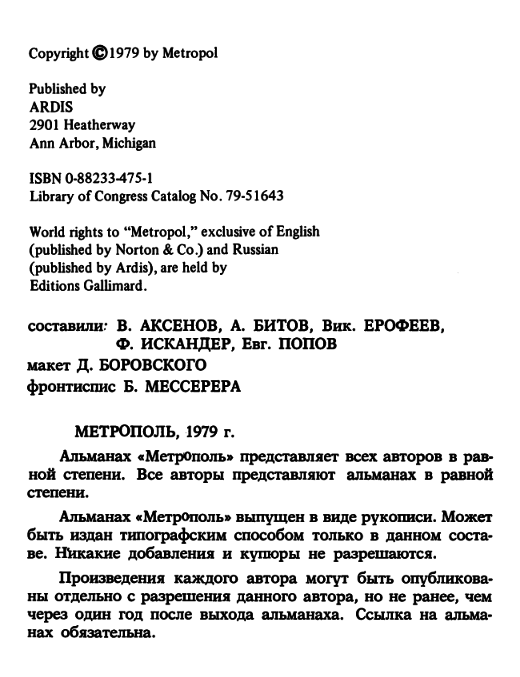
Выходные данные печатной версии альманаха Метрополь

Обложка альманаха «Метрополь», перепечатанного в 1979 году издательством «Ardis Publishing»

Идея выпуска альманаха «Метрополь» принадлежала Виктору Ерофееву и Евгению Попову, которые подключили к работе Василия Аксёнова, Фазиля Искандера, Андрея Битова и других литераторов. Суть проекта заключалась в том, чтобы разместить в сборнике неподцензурных текстов произведения, отклонённые советскими издательствами. Не все поэты и прозаики, к которым обратились составители «Метрополя», согласились передать в альманах свои стихи и прозу; к примеру, по разным причинам в нём отказались участвовать Юрий Трифонов и Булат Окуджава. Высоцкий, согласно воспоминаниям Василия Аксёнова, отнёсся к предложению «с энтузиазмом» и передал для публикации большую подборку стихов. Непосредственная работа над составлением альманаха проходила в квартире, прежде принадлежавшей матери Аксёнова — скончавшейся незадолго до выхода «Метрополя» Евгении Гинзбург. Там работали энтузиасты и добровольные помощники, перепечатывавшие тексты, склеивавшие машинописные листы, проводившие корректорскую правку. Макет был разработан театральным художником Давидом Боровским, фронтиспис оформил Борис Мессерер. Высоцкий непосредственного участия в работе над альманахом не принимал, но иногда приходил в «редакцию» с гитарой, задавая при входе в квартиру шутливый вопрос: «Здесь делают фальшивые деньги?».
«Метрополь» вышел в 1978 году тиражом 12 экземпляров. В числе сочинений Высоцкого, включённых в альманах, были как ранние песни, так и тексты 1970-х годов. Среди них — «Ребята, напишите мне письмо», «В тот вечер я не пил, не пел…», «На Большом Каретном» и другие (в общей сложности двадцать произведений). Один из откликов на выход альманаха появился в парижской газете «Русская мысль» (1979, 17 мая) — прозаик Владимир Максимов, анализируя, среди прочих, тексты Высоцкого, назвал их автора человеком «мятущимся, трагическим, исступлённым».
Сборник стал объектом внимания властных структур, в том числе функционирующих в литературной среде. 22 января 1979 года «дело „Метрополя“» рассматривалось на заседании секретариата Московской организации Союза писателей. Согласно стенограмме, первый секретарь правления этой организации Феликс Кузнецов в начале заседания, знакомя собравшихся с содержанием альманаха, нараспев прочитал два стихотворения Высоцкого, а его «Охоту на волков» назвал «образцом политической лирики». В протоколе зафиксирована также реплика поэта Якова Козловского: «А Высоцкий для чего? Пускай себе на плёнках крутится». 27 февраля в газете «Московский литератор» — издании, выходившем под эгидой столичной писательской организации, — появилась публикация «Порнография духа», осуждающая выход альманаха. Виктора Ерофеева и Евгения Попова за участие в «Метрополе» исключили из Союза писателей. Ещё трое литераторов — Василий Аксёнов, Семён Липкин и Инна Лиснянская — вышли из писательского союза в знак протеста против исключения коллег. Высоцкому подобные санкции не грозили — как писал один из участников тех событий Марк Розовский, Владимир Семёнович «не был членом Союза писателей, <…> а поверить, что его будут „журить“ в родной Таганке, было невозможно». Однако поэт старался поддерживать создателей альманаха. В один из дней, придя в «редакцию» «Метрополя», Высоцкий спел им песню «Конец „Охоты на волков“, или Охота с вертолётов», содержавшую строки: «Улыбнёмся же волчьей ухмылкой врагу — / Псам ещё не намылены холки!». По воспоминаниям Аксёнова, после этой песни «всё переменилось волшебно: волна братства и вдохновения подхватила нас».

## Прижизненные студийные записи песен, пластинки

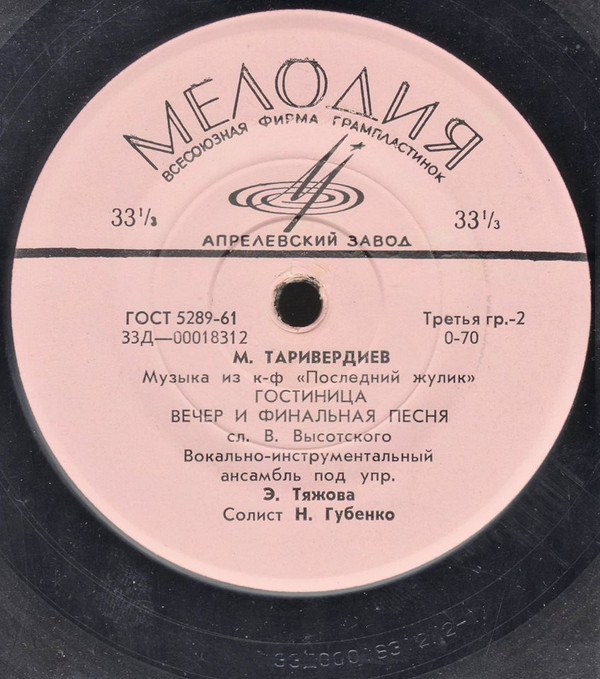
Миньон фирмы Мелодия. Музыка из к/ф «Последний жулик»

Впервые голос Высоцкого прозвучал с пластинки в 1965 году, когда в журнале «Кругозор» вышел фрагмент записи спектакля «Десять дней, которые потрясли мир» Театра на Таганке. С ленты «Последний жулик», в которой прозвучали три песни на стихи Высоцкого, начался отсчёт его песенной дискографии: в 1967 году вышла в свет пластинка Микаэла Таривердиева с первой записью произведения Владимира Семёновича — речь идёт о песне «Вот что: жизнь прекрасна, товарищи…», исполненной Николаем Губенко. В 1968 году появилась гибкая пластинка с песнями из кинофильма «Вертикаль». В неё вошли «Прощание с горами», «Песня о друге», «Вершина», «Военная песня» в исполнении автора. В этом же году были выпущены три гибкие пластинки-сборника «Эстрадные песни», где «Песня о друге» звучала в исполнении Владимира Макарова. В 1973 году вышел миньон фирмы «Мелодия» под названием «Песни Владимира Высоцкого из кинофильмов» с произведениями «Он не вернулся из боя», «Песня о новом времени», «Братские могилы» и «Песня о Земле» (песни из кинокартины «Я родом из детства»). В период с 1974 по 1980 год в СССР выпустили ещё пять авторских миньонов Высоцкого, две пластинки с песнями из кинофильма «Бегство мистера Мак-Кинли» и два издания дискоспектакля «Алиса в стране чудес», содержащего шесть песен на стихи и мелодию Высоцкого в исполнении автора, Всеволода Абдулова и Клары Румяновой. Не считая песен из «Алисы…», всего в СССР, при жизни поэта, официально было издано около двадцати песен в его исполнении.
В середине семидесятых годов Эдуард Хиль решил включить в свою пластинку три песни Вениамина Баснера на стихи Высоцкого. Худсовет ничего не хотел слышать о песнях Владимира Высоцкого, поэтому певец представил автора как Василия Высоцкого — начинающего поэта из Ленинграда. Из трёх предложенных песен была принята одна — «Вы возьмите меня в море, моряки…». Она и вошла в пластинку Хиля.
Два диска-гиганта, записанные Высоцким совместно с Мариной Влади в 1974 году на «Мелодии», не вышли при его жизни. В январе 1975 года супруги встретились с министром культуры. Пётр Нилович Демичев «выражал искреннее недоумение» директору «Мелодии» по причине невыхода пластинки, но к реальным действиям по её выпуску это не привело. В 1979 году всё же был выпущен первый диск-гигант Высоцкого с песнями, в разное время записанными на «Мелодии», но поставлялся он только на экспорт, во внутреннюю торговлю страны не поступал.

Неофициально выпущенная пластинка в США, 1972 год

В 1972 году в США вышла пластинка песен Владимира Высоцкого «Underground Soviet Ballads», включавшая в себя пятнадцать песен. Издание известно тем, что на пластинке оказались записанными песни, к созданию которых поэт не имел отношения. Ошибочно ему приписали песни «Бабье лето» («Клёны выкрасили город…», названная на пластинке «LETO»), «Цыганка с картами, дорога дальняя…» («TURMA NA TAGANE») и «Товарищ Сталин» («TOV STALIN»). Как отмечает исследователь творчества поэта Максим Кравчинский, издание «запрещённых в СССР» исполнителей в те времена считалось прибыльным бизнесом: «Зачем искать артиста, платить за аренду студии, аранжировки и права, если можно переписать всё с контрабандных плёнок и вложиться только в тираж и нехитрый дизайн?» В аннотации, размещённой на обложке издания, в частности, говорилось: «…Песни Высоцкого невероятно популярны. Они широко распространены на магнитных лентах. Все усилия агентов КГБ конфисковать эти плёнки сводятся на нет фанатами певца, которые решительно настроены продолжать записывать и распространять его песни». Следом, в 1974 году, неизвестным тиражом в США вышла пластинка, которую по имени эмигранта из СССР, нелегально выпустившего её из посредственной записи Высоцкого, называют «Андреевский альбом».
В сентябре 1975 года, во время гастролей Театра на Таганке в Болгарии, Высоцкий был приглашён на радио Софии. Там он записал в одной из студий диск для фирмы грамзаписи «Балкантон». Гастроли состоялись по приглашению Людмилы — дочери генерального секретаря ЦК Болгарской коммунистической партии Тодора Живкова. Запись из-за занятости Высоцкого состоялась ночью, без репетиций, за один дубль. На студию Высоцкого с аккомпаниаторами на машине привёз муж Людмилы — руководитель болгарского телевидения Иван Славков. В ту пору, по воспоминаниям очевидцев, организовать подобные мероприятия без одобрительных санкций самых высоких чиновников не представлялось возможным. Эта запись песен Высоцкого с гитарным аккомпанементом коллег по театру Дмитрия Межевича и Виталия Шаповалова тоже была выпущена на пластинке впервые только после смерти Высоцкого (1981 год, «Автопортрет», Болгария).

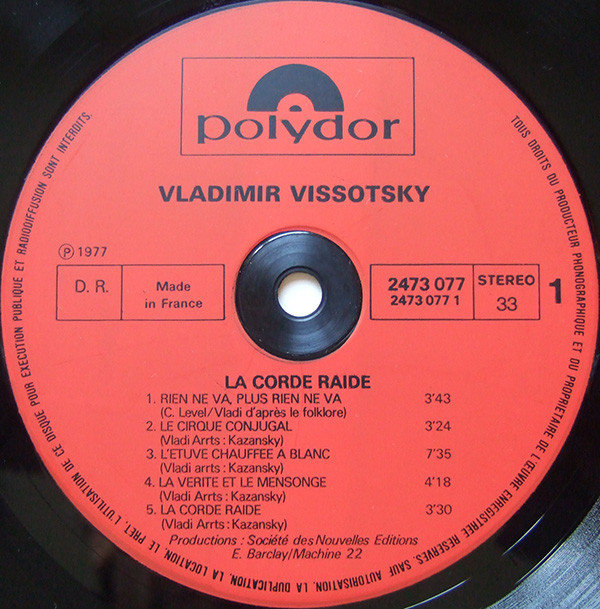
Пластинка «Натянутый канат»

В том же 1975 году Высоцкий работал в Париже над записью двадцати трёх песен на студии звукозаписывающей компании «Le Chant du Monde». «Классическим» вариантом исполнения песен Высоцкого считается авторское пение под гитару. Константин Казански, автор аранжировок для «французских пластинок» Высоцкого, рассказывал, что перед созданием альбома «Натянутый канат» к нему обратился Жак Уревич (инициатор записи пластинки). Он интересовался, почему в этой работе Казански применяет только две гитары. Когда аранжировщик объяснил, что это желание Высоцкого и его вкус, Уревич поговорил с поэтом и добился карт-бланша для Константина — в записи некоторых песен звучит оркестр. Самому Владимиру Высоцкому многие из оркестровых аранжировок нравились: «Удачно аранжированы, например, „Кони привередливые“ — я не могу сейчас петь её в концертах. Есть очень разноречивые мнения — сколько людей, столько и мнений об этом. Что я могу сказать? Я очень рад аккомпанементу „Баньки“ и „Большого Каретного“, которые есть в одном из дисков, — там простые, безгитарные аккомпанементы, я рад, что мы их не усложняли». В 1977 году Высоцкий приезжал на дозапись песен и в том же году вышли две пластинки: фр. Le nouveau chansonnier international U.R.S.S. Vladimir Vissotski и пластинка «Натянутый канат» (фр. La corde raide).
В 1976 году, во время пребывания в Канаде, Высоцкий и Влади записали на студии RCA Victor пластинку с оркестровым сопровождением, изданную в Париже в 1977 году. Называлась она «Vladimir Vissotsky» и содержала одиннадцать песен. В 1979 году в Америке, после концертов Владимира Высоцкого, вышла двойная пластинка «Нью-Йоркский концерт Владимира Высоцкого».

## Радиоспектакли
Всего в творческой биографии Владимира Высоцкого было девять радиоспектаклей; в большинстве он играл главные роли. Исследователи отмечают как особо удачные — его роль Сухэ-Батора в «Богатыре монгольских степей» и образ Мартина Идена в одноимённой постановке Анатолия Эфроса.

## Интервью и выступления на телевидении
После смерти Высоцкого удалось собрать около двенадцати часов его телевизионных записей, сделанных в основном за пределами СССР. Сохранились съёмки телекомпаний двенадцати стран — Швеции, Германии, Австрии и других. Центральное телевидение СССР при жизни Высоцкого не показало о нём ни одной телепередачи. Известен лишь единственный случай полноценного эфира, снятого и показанного Эстонским телевидением. Несколько записанных программ или «пролежали на полке» и были представлены зрителям уже после смерти Высоцкого, или оказались уничтоженными.
В 1972 году режиссёр Эстонского телевидения Мати Тальвик и оператор Марк Сохар пригласили Высоцкого в Таллин на съёмки телевизионной передачи о нём. Несмотря на то, что руководство студии потребовало от режиссёра не упоминать в названии программы имя Высоцкого и вырезать исполнявшуюся там песню «Я не люблю», передача всё же вышла в эфир во второй половине 1972 года. 8 октября 1974 года труппа Театра на Таганке, гастролировавшая в Ленинграде, участвовала в записи передачи на Ленинградском телевидении. Высоцкий исполнил три свои песни — «Мы вращаем Землю», «Балладу о короткой шее» и «Диалог у телевизора», а также «Песню акына» на стихи Андрея Вознесенского. Кроме того, актёр прочитал стихотворение Вознесенского «Провала прошу, провала…».
Во время гастролей в Грозном в начале октября 1978 года телевидение Чечено-Ингушетии записало программу встречи Высоцкого со зрителями. Передача содержала ответы на вопросы, рассказ о работе в театре и кино, о работе над песнями. Приказом Гостелерадио республики от 25 октября 1978 года предписывалось: «Фрагмент с участием В. Высоцкого в передаче „Телевизионная гостиная“ в эфир не выдавать, видеорулон размагнитить». Тем не менее один из сотрудников студии, Николай Воронцов, не выполнил распоряжение и сохранил копии видеозаписи.
14 сентября 1979 года в студии Пятигорского телевидения по инициативе жены Вадима Туманова — Риммы Васильевны — было записано интервью Высоцкого, которое он дал журналисту Валерию Перевозчикову. Поэт рассказывал о песнях, гитарах, контактах со зрителями. Перевозчиков завершил диалог так: «Какой вопрос вы бы хотели задать самому себе?» Владимир Семёнович ответил: «Сколько мне ещё осталось лет, месяцев, дней, часов творчества? Вот такой я хотел бы задать себе вопрос. Вернее, знать на него ответ». Передачу показали жителям города один раз — в октябре 1979 года, после чего большую часть видеозаписи стёрли. Сохранился лишь небольшой фрагмент и полная фонограмма интервью (часть которой использовалась впоследствии в спектакле Театра на Таганке «Владимир Высоцкий»).
22 января 1980 года Высоцкого пригласили на Центральное телевидение. Режиссёр передачи «Кинопанорама» Ксения Маринина готовила сюжет, посвящённый выходу фильма «Место встречи изменить нельзя». По её замыслу, Владимир Семёнович должен был исполнить в программе свои песни. Для показа разных творческих граней Высоцкий выбрал произведения из нескольких тематических циклов. По воспоминаниям Марининой, съёмки завершились поздно, однако видеоинженеры, желая показать отснятое Владимиру Семёновичу, работали в аппаратной ночью: «И никто не ушёл, все остались». В запланированный выпуск «Кинопанорамы» песни Высоцкого не вошли, сама запись была положена на полку. Её полную версию под названием «Монолог» зрители увидели по телевидению уже после смерти поэта, в 1987 году. 

К своей личной встрече с телезрителями артист готовился очень серьёзно. Мы видели, что Высоцкий очень волновался перед съёмкой и повторял: «Я продумал всё до мелочей… Удастся ли мне осуществить всё, как я задумал?!» Вероятно, удалось. Потому что сейчас же по окончании съёмки он поднялся в аппаратную видеозаписи, чтобы увидеть, как всё получилось, и, посмотрев, сказал: «Как я рад, что мы это сняли и что это теперь останется на плёнке».— Ксения Маринина

## Оксана Афанасьева
В течение последних двух лет жизни Высоцкого в его «ближний круг» входила студентка Московского текстильного института Оксана Афанасьева. Их знакомство состоялось в конце 1977 года в Театре на Таганке, куда она пришла по приглашению Вениамина Смехова. По свидетельству Оксаны, это был весьма гармоничный период в жизни Владимира Семёновича, и поначалу она не замечала никаких признаков болезни. Не все люди из числа родных и друзей поэта приняли его новую знакомую; к примеру, родители Высоцкого — Нина Максимовна и Семён Владимирович — до самого конца относились к Афанасьевой с некоторой насторожённостью. В то же время администратор Театра на Таганке Валерий Янклович утверждал, что Оксана «давала ему [Высоцкому] энергию, согревала изнутри». По свидетельству американского слависта Барбары Немчик, часто бывавшей в квартире поэта на Малой Грузинской весной 1980 года, в его доме появлялось много людей, но «тепло шло только от одной Оксаны». Сценарист Эдуард Володарский вспоминал об одном из признаний Высоцкого: «Если со мной что-то случится и я сдохну — мне больше всего Ксюху жалко, я же ей и отец, и любовник, и попечитель». Исследователь Виктор Бакин сравнивал взаимоотношения поэта и Афанасьевой с историей персонажей фильма «Короткие встречи», в котором Высоцкий снимался десятью годами ранее; по мнению Бакина, Оксана напоминала юную героиню этой картины Надю.
В июле 1979 года Высоцкий отправился на гастроли по Средней Азии. Вместе с ним в длительный тур выехали Валерий Янклович, Всеволод Абдулов и врач-реаниматолог Анатолий Федотов, оформленный как артист «Узбекконцерта». Спустя некоторое время Оксане в Москву позвонил Янклович и, сообщив, что Владимир неважно себя чувствует, попросил привезти промедол. Афанасьева вылетела в Ташкент, оттуда добралась до Зеравшана и вместе с Высоцким и его друзьями доехала до следующего города, входившего в гастрольный маршрут, — до Бухары. Там после прогулки по местному базару самочувствие Владимира Семёновича резко ухудшилось, он потерял сознание. Как утверждал впоследствии Федотов, «это была самая настоящая клиническая смерть». По словам Оксаны, реанимационные мероприятия проводили она и Федотов: «Он качал ему сердце, я дышала».
Своё сорокадвухлетие — последний день рождения — Высоцкий встречал 25 января 1980 года в узком кругу: рядом с ним находились Валерий Янклович, двоюродный брат Всеволода Абдулова — Владимир Шехтман и Оксана Афанасьева, которая преподнесла имениннику собственноручно изготовленный подарок — утеплённую куклу для заварочного чайника. Этот кухонный атрибут Владимир Семёнович позже передал Володарскому («Возьми, а то Марина приедет, начнёт расспрашивать»); Влади, возможно, увезла чайный аксессуар во Францию.
В последние недели жизни поэта Оксана, за редким исключением, практически всегда находилась рядом с Высоцким. По её словам, «они [друзья] пришли, отметились — и ушли, — а я оставалась. Ведь никто не хотел ни сидеть с ним, ни возиться». Афанасьева — вместе с врачом Анатолием Федотовым — была в квартире Высоцкого и в момент его смерти. Ей же довелось сообщить новость о смерти сына матери поэта — Нине Максимовне, приехавшей утром 25 июля 1980 года на Малую Грузинскую: «Она вышла из такси, я подошла к ней. „Что, Володя?!“ — „Да, Нина Максимовна“. И она стала оседать, падать».
Через два года после смерти Высоцкого Оксана познакомилась с актёром Театра на Таганке Леонидом Ярмольником и стала его женой. В ноябре 1983 года она родила дочь Александру.

Знаете, я никуда не хожу и никуда не рвусь. <…> Я просто каждый день его помню… Не бывает дня, чтобы я не думала о нём. <…> Но я думаю, что всё это должно быть внутри — в сознании, в памяти, в поступках.

## Последний год жизни Высоцкого

### Последние проекты, записи, съёмки
В январе 1980 года Высоцкий обратился к Юрию Любимову с просьбой «о предоставлении творческого отпуска сроком на один год». Этот год Владимир Семёнович планировал использовать для работы над фильмом «Зелёный фургон». Режиссёр дал согласие, и 13 января в Театре на Таганке был обнародован соответствующий приказ. Интерес к новому кинопроекту возник у Владимира Семёновича ещё в 1979 году, когда Игорь Шевцов, работавший по заказу Одесской киностудии над сценарием одноимённой повести Александра Козачинского, предложил Высоцкому сочинить песни для будущей картины. Тот в ответ сообщил о готовности приступить к экранизации «Зелёного фургона» в качестве режиссёра и соавтора сценария. Сам актёр рассчитывал сыграть в фильме роль Красавчика. Совместная работа над новой версией шла, по свидетельству Игоря Шевцова, весьма интенсивно, и уже во второй половине января 1980 года переработанный сценарий был передан худсовету киностудии. В апреле Высоцкий сообщил Шевцову о нежелании участвовать в проекте: «Не дадут они снять то, что мы хотели». В июне пришло известие об утверждении Высоцкого режиссёром «Зелёного фургона»; сам сценарий, согласно решению комиссии, нуждался в доработке. Запуск фильма в производство планировался на сентябрь того же года. До начала съёмочного периода Высоцкий не дожил.
Последняя съёмка с участием поющего Высоцкого состоялась 16 апреля в Ленинграде, куда поэт приехал по приглашению режиссёра фильма «Я помню чудное мгновенье» Владислава Виноградова. Картина посвящалась хранителям романса. В финале Владимир Семёнович должен был спеть «Коней привередливых» — Виноградову казалось, что эта песня сродни городскому романсу. Поэт прилетел в Ленинград вместе с Валерием Янкловичем. Съёмки проходили на малой сцене БДТ. После записи «Коней…» режиссёр предложил Высоцкому исполнить ещё несколько песен, Владимир Семёнович спел «Охоту на волков», «Купола», произведения о войне. Телевидение показало фильм «Я помню чудное мгновенье» летом 1980 года; сцена с участием Высоцкого в ленте отсутствовала. Впоследствии отснятый материал вошёл в документальную картину Владислава Виноградова «Я возвращаю ваш портрет», вышедшую в 1983 году.
В апреле того же 1980 года состоялась последняя запись Высоцкого с музыкантами. В ту пору Игорь Шевцов участвовал в качестве сценариста в работе над фильмом «„Мерседес“ уходит от погони». Он согласовал с Киностудией имени А. Довженко, снимавшей картину, вопрос о включении в неё песни Владимира Семёновича «О конце войны». Высоцкий, в свою очередь, выдвинул условие: «Я хочу, чтоб меня считали автором не только текста, но и музыки, а то орут: не композитор, не композитор! Моя песня, моя мелодия, а инструментовка — не их дело». Условие было принято. По воспоминаниям музыканта Анатолия Бальчева, Владимир Семёнович сам позвонил ему с просьбой собрать коллектив для записи песни. Запись нескольких вариантов (вальсового, балладного; полного, сокращённого) состоялась в тот же вечер в квартире на Малой Грузинской. В картину «„Мерседес“ уходит от погони» песня не вошла.

### Встречи с Мариной Влади. Последние строки
По признанию Марины Влади, в последний год у неё с Высоцким «были несколько натянутые отношения». Весной 1980-го она снималась в Италии. В марте Высоцкий отправился к ней в Венецию. Об этой встрече Влади вспоминала так: «Этой ночью было сказано всё, и наконец между нами нет больше тайны». Речь шла о первом уколе морфия, сделанном поэту по рекомендации некоего приятеля для избавления от тяжёлых последствий, которые возникали из-за алкогольных срывов; постепенно дозы стали увеличиваться. Марина писала: «Теперь я знаю всё. Ты осмелился произнести „запретные“ слова». Существуют разные версии, связанные с «первым уколом». Он, по мнению врача Института Склифосовского Леонида Сульповара, мог быть сделан Высоцкому при «выходе из пике»: «Где и когда — я не знаю». Валерий Янклович утверждал, что в конце 1975 года наркотики уже присутствовали в жизни Владимира Семёновича. Эту информацию подтверждал врач-реаниматолог Анатолий Федотов, познакомившийся с поэтом в декабре 1975-го: «он уже хорошо знал, что и как. <…> Можно снять чувство похмелья. Привыкание развивается очень быстро». По данным Оксаны Афанасьевой, ссылавшейся на признание самого Высоцкого, первый укол ему сделала в 1977 году в Горьком некая женщина — медицинский работник, уверявшая, будто именно так она справлялась с запоями мужа. Как предполагал исследователь биографии Высоцкого Валерий Перевозчиков, в конце 1975 или начале 1976 года постоянной потребности в наркотиках ещё не было, и поэт до определённого момента не чувствовал зависимости.
Употребление наркотиков Перевозчиков связывал с творческими перегрузками Высоцкого, привыкшего и на сцене, и на концертных площадках работать с полной самоотдачей: «Некоторое время наркотики могут компенсировать эти затраты». По версии врача-реаниматолога Станислава Щербакова, у Высоцкого «была не банальная наркомания — это была форма социальной защиты, — своеобразный химический костыль». Оксана Афанасьева считала, что в конце 1970-х годов Высоцкий в силу ряда обстоятельств, обусловленных в том числе высоким общественным авторитетом, стремился отказаться от алкоголя: «А наркотики вначале позволяли внешне нормально жить и работать».
Весной 1980 года Высоцкий уже осознавал всю сложность ситуации и нуждался в поддержке Марины для борьбы с болезнью. Следующая их встреча состоялась менее чем через два месяца. Владимир Семёнович прибыл во Францию и 11 мая по настоянию жены лёг в специализированную клинику Шарантон, расположенную неподалёку от Парижа. 22 мая он, не пройдя полного курса лечения, прилетел в Москву, провёл в советской столице один день и отправился в Польшу, где проходили гастроли Театра на Таганке; там ждали Высоцкого-Гамлета.
Тридцатого мая поэт вновь прилетел в Париж. Вместе с Влади они уехали на юг Франции. Вспоминая про последние дни, проведённые рядом с Высоцким, Марина писала: «Тишина, холод, спрятанные в саду бутылки, успокоительные пилюли, которые никого не успокаивают, и вокруг — огромное пространство». Во Франции Высоцкий находился до 11 июня. Перед отъездом он прочитал Марине обращённое к ней стихотворение, начинавшееся строками: «И снизу лёд и сверху — маюсь между, — / Пробить ли верх иль пробуравить низ? / Конечно — всплыть и не терять надежду, / А там — за дело в ожиданье виз». Текст был написан на почтовой карточке отеля «Виазур»; в одном из интервью Марина рассказывала, что эту рекламную открытку Владимир увидел на столе за сутки до вылета и в её присутствии сочинил стихотворение. Карточку он увёз с собой, пообещав прислать отредактированное стихотворение из Москвы. В день смерти Высоцкого Игорь Шевцов перепечатал текст, который быстро распространился по стране.
Существует ряд версий, связанных с последними строчками Высоцкого. По одной из них, последним поэтическим текстом могла быть песня «Грусть моя, тоска моя» («Шёл я, брёл я, наступал то с пятки, то с носка…»), исполненная Высоцким 14 июля 1980 года на концерте в МНИИЭМ. По словам высоцковеда Андрея Крылова, «эту песню Высоцкий не „пробовал“ на друзьях, не пел дома, — исполнил сразу на концерте. Значит, написана буквально перед этим». Валерий Янклович также называл «Грусть…» последним поэтическим произведением Владимира Семёновича, подчёркивая, что говорит это «с полной убеждённостью». По свидетельству Аркадия Высоцкого, 20 июля Владимир Семёнович спел для него две песни, в том числе одну неоконченную. Текст был записан в тетради, которую впоследствии не нашли. Точно так же не найден автограф песни «Грусть моя, тоска моя».
Вторая версия опирается на воспоминания Игоря Шевцова, рассказывавшего о разговорах с Высоцким, — их встреча состоялась на Малой Грузинской 18 июля. В тот день поэт упомянул о том, что «сделал две песни для картины, которую снимает Гена Полока», — речь шла о фильме «Наше призвание». На следующий день, 19 июля, Владимир Семёнович позвонил Полоке и пропел первую песню для его картины — «свою последнюю песню, как стало ясно потом». Затем Высоцкий объяснил режиссёру, каким должно быть музыкальное сопровождение, и пообещал через два дня привезти текст. Речь шла о «Гимне школе» (или «Гимне бузовиков»), начинавшемся строчками: «Из класса в класс мы вверх пойдём, как по ступеням…». 25 июля Полока, узнав о смерти Владимира, отменил съёмку и вернулся в Москву. На следующий день он пришёл на Малую Грузинскую, и Марина Влади по его просьбе долго искала среди рукописей эту песню. «Нашла, и мой помощник торопливо переписал её». По замечанию Валерия Перевозчикова, «вполне возможно, что эти строки — самые последние, написанные рукой В. В.».

### Последние гастроли, концерты, спектакли
Последние гастроли Высоцкого проходили в Калининграде с 18 по 22 июня, причём выступал поэт в одной программе с группой «Земляне» и джаз-ансамблем «Диапазон». В те дни газета «Калининградская правда» напечатала объявление, свидетельствующее о том, что работать в течение пяти дней на двух стационарных площадках артистам приходилось в весьма жёстком режиме: «Начало концертов: 13.30, 16.00, 18.30, 21.00». Перед последним концертом у Высоцкого пропал голос, и он вышел на сцену без гитары. В течение часа Владимир Семёнович рассказывал зрителям о своих театральных ролях, кинематографическом опыте, читал гамлетовский монолог «Быть или не быть?», отвечал на вопросы. Последний сольный концерт поэта состоялся 16 июля в другом Калининграде — подмосковном. Сквозной темой вечера стали воспоминания Владимира Семёновича о молодости, Большом Каретном, друзьях. Исполнение «Баллады о детстве» он предварил словами: «Это действительно о моём детстве и о моём доме». Завершился концерт песней «Я не люблю». Там же Высоцкий договорился с представителями ЦУПа об участии в сеансе прямой связи с космонавтами, намеченном на 24 июля.
Несмотря на то, что Высоцкий формально находился в творческом отпуске, он — по договорённости с Любимовым — периодически выходил на сцену. Возможно, ради участия в «Гамлете» он в мае прервал лечение во французской клинике Шарантон и прилетел в Варшаву, где в ту пору гастролировала «Таганка». 26 мая Высоцкий играл в «Добром человеке из Сезуана», 27 и 28 мая — в «Гамлете». Польский актёр Даниэль Ольбрыхский, смотревший спектакль из зрительного зала, отмечал, что «это был очень уставший человек, но играл он феноменально. Без единого лишнего жеста, гримасы». Именно «Гамлетом» завершилась театральная биография Высоцкого — свой последний спектакль по шекспировской трагедии он сыграл 18 июля уже на таганской сцене. По воспоминаниям Аллы Демидовой, исполнявшей в постановке роль Гертруды, актёр чувствовал себя «очень плохо». Леонид Филатов, знавший текст и рисунок роли принца датского, вместе с Владимиром Семёновичем готовился к выходу за кулисами — «потому что там много проходов всяких…» Через три дня, 21 июля, Высоцкому предстояло играть в «Преступлении и наказании». Он пришёл в театр, но выйти на сцену не смог и был заменён Михаилом Лебедевым — вторым исполнителем роли Свидригайлова. По свидетельству заведующей отделом кадров театра Елизаветы Авалдуевой, в тот вечер она, обратив внимание на необычную бледность Высоцкого, спросила его: «Что с тобой, Володя?» — на что артист ответил: «Елизавета Иннокентьевна, я скоро умру».

### Последние дни

Летом 1980 года Высоцкий предпринял как минимум две попытки избавиться от наркозависимости вдали от больших городов. У поэта была договорённость с Вадимом Тумановым о том, что он прилетит в золотодобывающую артель «Печора» и, поселившись в уединённом домике, постарается под наблюдением врачей преодолеть болезнь. Старатели готовились к прибытию Владимира Семёновича — они на вертолёте забросили в таёжную местность дом, сделали продуктовые запасы. Первый раз Высоцкий пытался улететь в артель 4 июля, второй раз — через три дня. Намерения казались серьёзными, 7 июля поэт даже оставил в своей квартире на Малой Грузинской записку, адресованную Валерию Янкловичу: «Если бы тебя не было на земле — нечего бы и мне на ней горло драть. Вдруг улечу сегодня. <…> Будь счастлив. Высоцкий». Вадим Туманов, знавший номер его авиарейса, отправился в аэропорт. Однако вечером Владимир Семёнович сообщил, что опоздал на самолёт.
23 июля в доме Высоцкого состоялся своеобразный медицинский консилиум с участием врача-реаниматолога Анатолия Федотова, почти постоянно находившегося рядом с поэтом в последние месяцы, и докторов Института Склифосовского Леонида Сульповара и Станислава Щербакова, хорошо знавших о проблемах с его здоровьем (Сульповар ещё в апреле проводил Высоцкому гемосорбцию). После длительных обсуждений было решено, что с 25 июля Владимир Семёнович продолжит лечение в больнице. Утром 24 июля на Малую Грузинскую приехала Нина Максимовна Высоцкая и провела рядом с сыном почти весь день. Оксана Афанасьева утром купила на рынке свежие ягоды и накормила Высоцкого клубникой со сливками. В тот день поэта навещал Вадим Туманов. Приезжали специалисты из ЦУПа, рассчитывавшие увезти Владимира Семёновича на сеанс космической связи; к ним на улицу вышел Всеволод Абдулов, объяснивший, что «Володя плохо себя чувствует, он сегодня не сможет».
На момент смерти в квартире находились Оксана Афанасьева и Анатолий Федотов. Сердце Высоцкого остановилось, по словам Федотова, 25 июля между тремя часами ночи и половиной пятого утра. Причиной смерти Федотов назвал инфаркт миокарда во сне; Сульповар и Щербаков считали, что поэт скончался от асфиксии, вызванной «чрезмерным применением седативных средств». По воле Семёна Владимировича Высоцкого вскрытие не проводилось. Во врачебном свидетельстве причиной смерти была указана острая сердечно-сосудистая недостаточность.

В четыре часа утра 25 июля я просыпаюсь в поту, зажигаю свет, сажусь на кровати. На подушке — красный след, я раздавила огромного комара. Я не отрываясь смотрю на подушку — меня словно заколдовало это яркое пятно. Проходит довольно много времени, и когда звонит телефон, я знаю, что услышу не твой голос. «Володя умер». Вот и всё, два коротких слова, сказанных незнакомым голосом. Тебя придавил лёд, тебе не удалось разбить его. — Марина Влади
Посмертную маску снял скульптор Юрий Васильев. Как писала Марина Влади:

Уже ночь. Я включаю нашу настольную лампу. Золотистый свет смягчает твое лицо. Я впускаю скульптора, который поможет мне снять посмертную маску. Это очень верующий пожилой человек. Его размеренные движения меня успокаивают. Пока он разводит гипс, я мажу твое лицо вазелином, и мне кажется, что оно разглаживается у меня под пальцами. Последняя ласка — как последнее успокоение. Потом мы молча работаем. Я несколько лет занималась скульптурой, я знаю, как делаются слепки, я вспоминаю почти забытые движения, эта работа вновь окунает меня в простоту жизни. Старый скульптор шепчет последнюю молитву. Все кончено.— Марина Влади

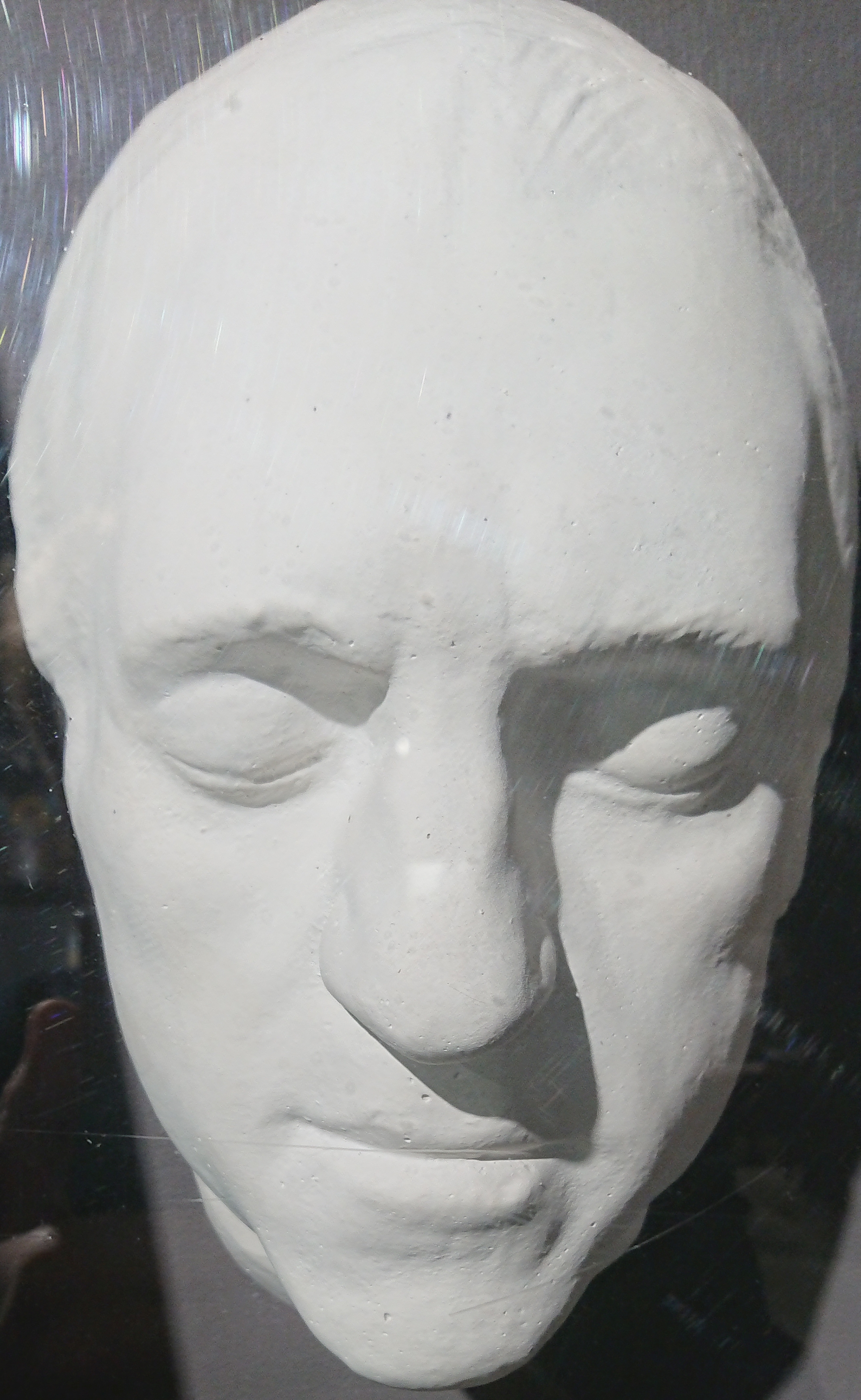
Посмертная маска Высоцкого
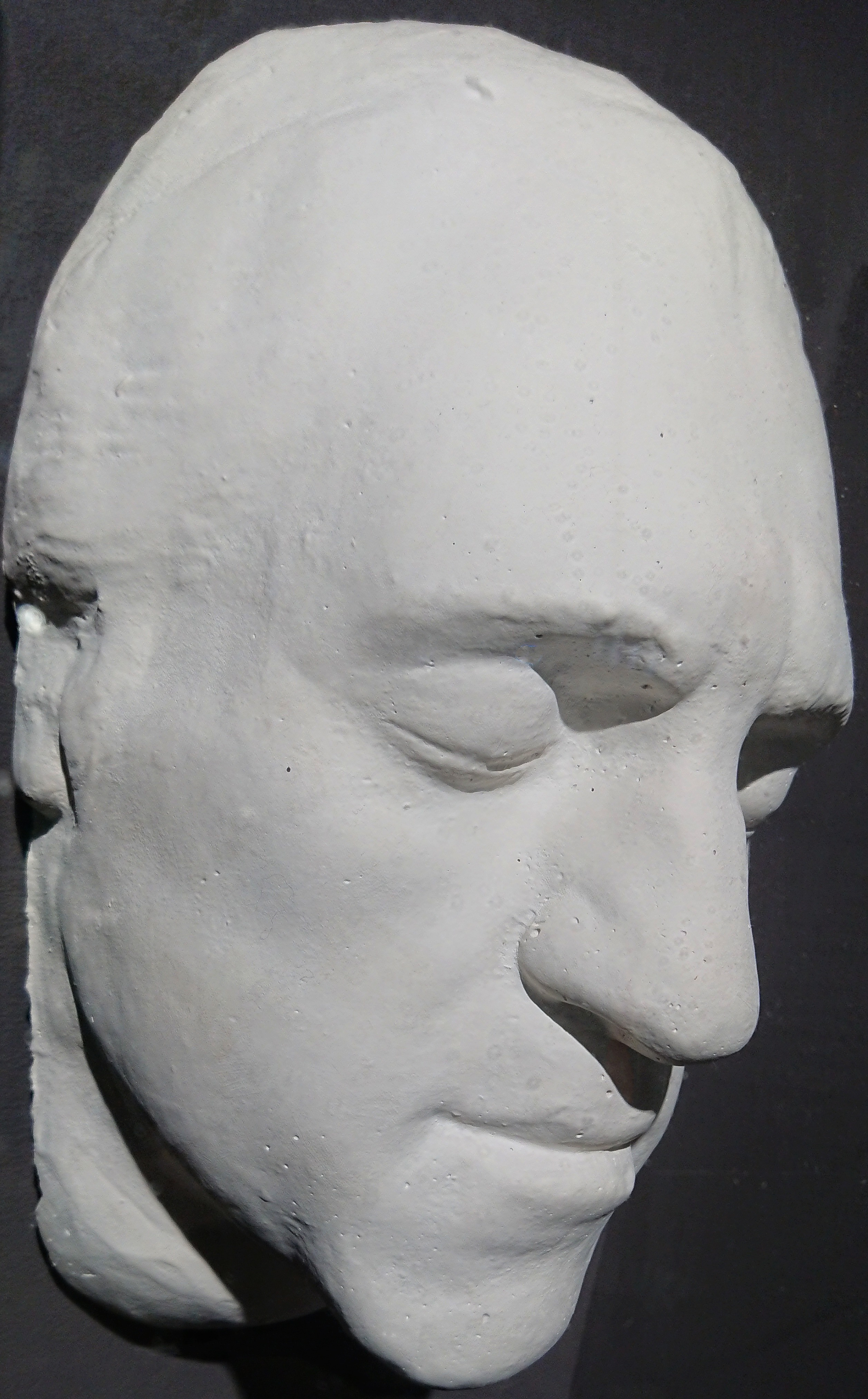
Посмертная маска Высоцкого
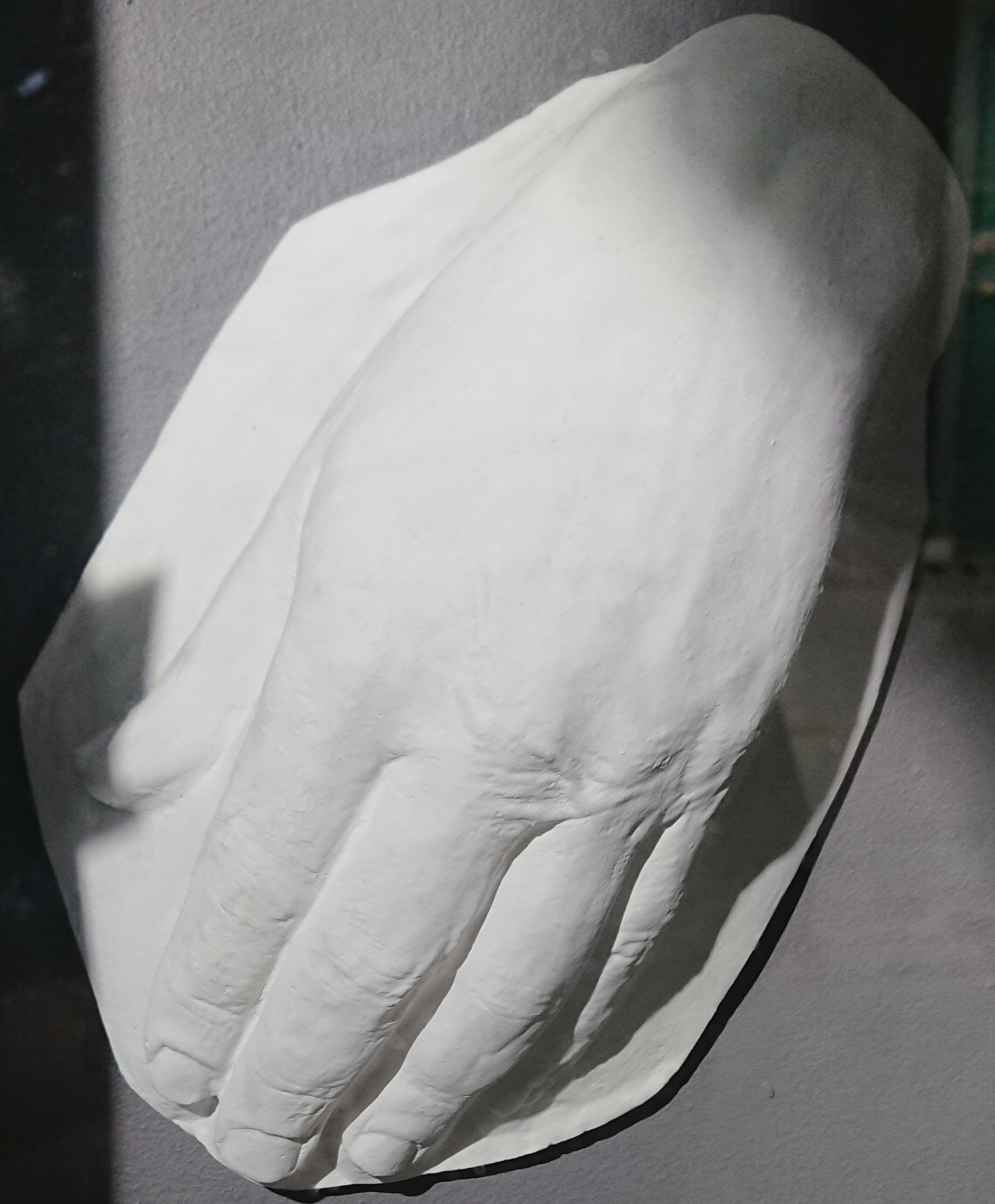
Слепок левой руки Высоцкого

## Похороны
Один из вопросов, вставших перед родными и близкими Высоцкого утром 25 июля 1980 года, был связан с местом погребения поэта. Всеволод Абдулов обратился за помощью к Иосифу Кобзону, и тот сумел добиться в Моссовете разрешения о захоронении Владимира Семёновича на Ваганьковском кладбище. При содействии Кобзона удалось организовать также публикацию коротких сообщений в «Вечерней Москве» и «Советской культуре» (эти две газеты оказались единственными советскими изданиями, упомянувшими о смерти Высоцкого). Гроб № 6 — так называемую «шестёрку», до этого изготавливавшуюся по спецзаказу только для представителей высших властных структур, — сделали на элитной фабрике; довольно много времени ушло на поиски качественной белой материи для обивки.
С 25 по 28 июля возле «Таганки» круглосуточно стояли люди. Они приносили к театру цветы, зажигали поминальные свечи, переписывали от руки «И снизу лёд и сверху…». Валерий Янклович вместе с фотографом Валерием Нисановым, проживавшим в одном доме с Высоцким, напечатали на фотопредприятии 10 000 портретов Высоцкого с его автографом. Эти снимки бесплатно раздавали тем, кто пришёл проститься с поэтом. Перед спектаклем «Десять дней, которые потрясли мир», состоявшимся 26 июля, на сцену вышел Юрий Любимов и сказал: «У нас большое горе… Умер Высоцкий…». «Гамлет», запланированный на 27 июля, был отменён. По словам Любимова и директора театра Николая Дупака, никто из зрителей не вернул купленные билеты. По данным исследователя Валерия Перевозчикова, несколько зрителей после окончания всех ритуальных мероприятий всё-таки возвратили билеты в кассу; впоследствии их забрали на память артисты «Таганки».
Рано утром 28 июля гроб с телом Высоцкого перевезли с Малой Грузинской в театр и установили на затянутой чёрным бархатом сцене. Музыка — «Всенощное бдение» Сергея Рахманинова, «Реквием» Моцарта — чередовалась с записями фрагментов из «Гамлета» с голосом Высоцкого. В 10 часов началось прощание. Как вспоминал Артур Макаров, очередь, двигавшаяся ко входу на «Таганку», растянулась на девять километров. Согласно сводкам ГУВД Москвы на Таганской площади и прилегающих к ней территориях собралось в тот день 108 тысяч человек.

По левой пустынной стороне улицы, сплочённо и обособленно одновременно, своими кланами, они шли стремительно, как на марше, а впереди шагали их капитаны. Это шли проститься с артистом русские театры. Шли МХАТ и «Современник», Театр на Малой Бронной и Ермоловой, Малый, Вахтангова…

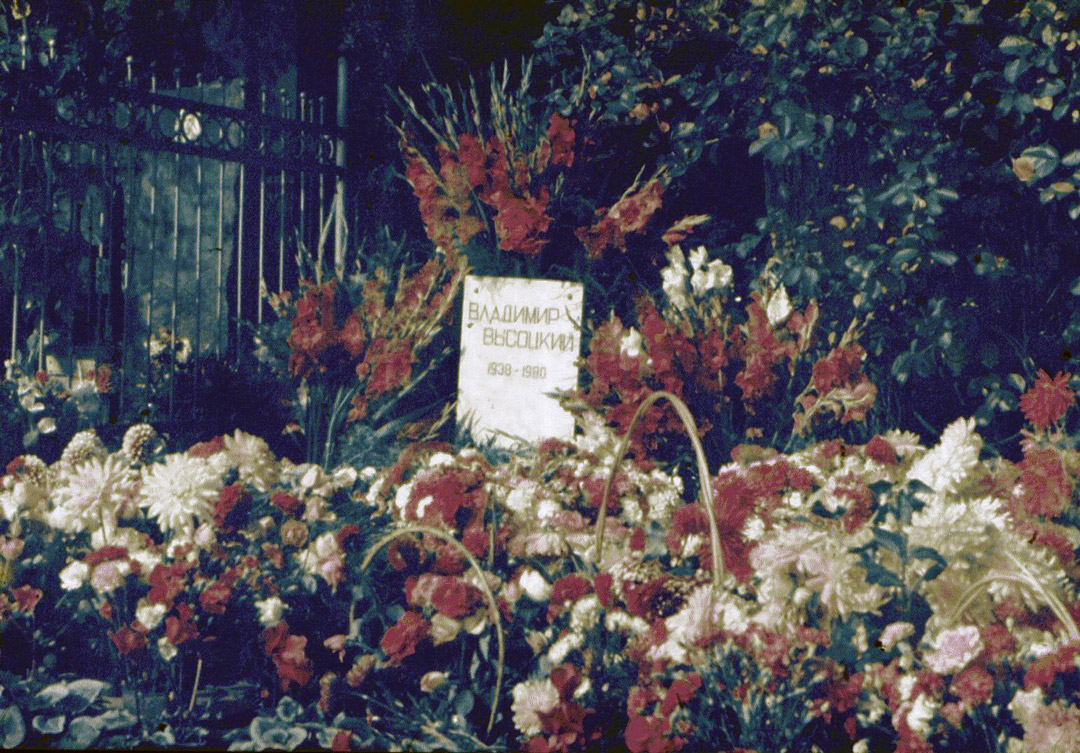
Могила В. Высоцкого, 1983 год

Гражданскую панихиду открыл Юрий Любимов, которому пришлось произносить прощальную речь дважды, — после первых вступительных слов у него дрогнул голос. Режиссёр, рассказывая о популярности Высоцкого, вспомнил, как тот шёл «по улицам КамАЗа», слушая свои песни, звучавшие из всех распахнутых окон. Артист Михаил Ульянов заявил, что выражение «незаменимых людей нет» не относится к Высоцкому: «А кем мы заменим его? Где возьмём другой, равный ему талант? Где возьмём другой, такой же, голос?» На панихиде также выступали Валерий Золотухин, Григорий Чухрай, Никита Михалков.
После похорон на Ваганьковском кладбище состоялись поминки. Друзья и родные поэта собрались на Малой Грузинской, в квартире Высоцкого. После вечернего спектакля «Мастер и Маргарита» поминки прошли и в театре — за стол сели артисты, участвовавшие в постановке. Как вспоминал Юрий Карякин, звучали «Володины песни и гамлетовский монолог о смерти. Был Володин стакан, полный до краёв водки». В те дни в театр шли телеграммы со всей страны. «Новосибирск. Скорбим. Больше такого не будет. Все, любившие его в Академгородке», «Ленинград. Горюю вместе со всеми, кто знал, любил, ценил дорогого Володю. Иосиф Хейфиц», «Комарово, Ленинградской. Никогда не забудем Володю. Глаза, улыбку, голос, песни, игру… Раиса Орлова, Лев Копелев».

## Мировая пресса — о смерти Высоцкого
Одним из первых на смерть Высоцкого откликнулось информационное агентство Франс-Пресс, сообщившее 25 июля в 10 часов 28 минут о том, что «советский актёр и певец Владимир Высоцкий, муж французской актрисы Марины Влади, умер в пятницу от инфаркта. Владимир Высоцкий был знаменит в Советском Союзе как ролями на Таганке, московском авангардистском театре, так и своими песнями». В течение следующей недели мировые средства массовой информации публиковали некрологи, репортажи, очерки, посвящённые памяти поэта. 27 июля 1980 года газета «Нью-Йорк таймс» разместила статью, в которой биография Высоцкого соединилась с историей его героев: «Он отбывал срок в лагерях в юности, но был освобождён при Никите Хрущёве после смерти Сталина в 1953 году». Английское издание Morning Star в материале, напечатанном 28 июля, сообщило, что «для поколения русских он был тем же, чем Боб Дилан является для поколения на Западе». Корреспондент канадской ежедневной газеты «Глоб энд мейл» в номере от 29 июля, рассказывая о прощании с Высоцким, воспроизвёл фразу, сказанную человеком, который находился на Таганской площади: «Это не политическая демонстрация. Мы просто любили его». Владимир Высоцкий родился и умер в те же годы, что Джо Дассен.
И пусть по радио твердят, что умер Джо Дассен,
И пусть молчат, что умер наш Высоцкий.
Что нам Дассен, о чем он пел, не знаем мы совсем —
Высоцкий пел о нашей жизни скотской.Валентин Гафт
Статьи, посвящённые Высоцкому, разместили в те дни практически все крупные газеты Польши, где ещё свежи были воспоминания о гастролях Театра на Таганке, состоявшихся в мае 1980 года. Большое количество публикаций появилось в Болгарии. Так, «Литературный фронт» в номере от 31 июля воспроизвёл несколько фраз, записанных корреспондентом этого издания во время встречи с Высоцким: поэт назвал жизнь раной, «которая лечится сама. Мне дороги страдания, потому что из них рождаются радости».

Сами похороны потрясли Москву — такого ещё не было. <...> Этот стихийный взрыв любви и горя явно произвёл впечатление на иностранных корреспондентов. Потрясённый Клаус Беднарц, московский корреспондент 1-й программы телевидения ФРГ, даже перешёл на не свойственный ему пафос: «Народ, который так умеет прощаться со своими поэтами, — бессмертен!»— журнал «Посев», 1980, август

## Вопрос о крещении Владимира Высоцкого
Марина Влади в своей книге воспоминаний писала, что накануне похорон Высоцкого его врач Игорь Годяев спросил, можно ли положить в гроб с телом поэта ладанку. «Я отказываюсь, зная, что ты не веришь в Бога. Видя его отчаяние, я беру её у него из рук и прячу тебе под свитер». Вопрос о том, был ли крещён Высоцкий, стал темой дискуссий в разных источниках, — есть версии и косвенные свидетельства и за, и против. Найти ответ на этот вопрос в течение нескольких лет пытались Наталья и Алексей Поповы.
По свидетельству преподавателя Свято-Тихоновского Богословского Университета Петра Георгиевича Малкова, о заочном отпевании Высоцкого перед похоронами в Храме Рождества Иоанна Предтечи на Красной Пресне ему рассказывали священник отец Александр Мещеряков и помогавший ему священник отец Борис Дубовенко (в 1980 году ещё не получивший сан). Привезти покойного в храм из-за проводимой в Москве Олимпиады было невозможно. Организацией отпевания занимались Феликс Антипов, Леонид Филатов и Борис Хмельницкий. На момент организации отпевания никто из них не высказывал сомнений в том, что Высоцкий крещён. Также известно, что в день похорон в храме Воскресения Словущего на Ваганьковском кладбище служили панихиду. В августе 1980 года в храме Димитрия Солунского в селе Дмитровское Московской области настоятель в сослужении диакона служили заупокойную службу по усопшему Владимиру по просьбе реставратора музыкальных записей Фёдора Александровича Нолле. Никто из опрошенных участников службы не проверял факт крещения Высоцкого и не располагал какими-либо подтверждениями его крещения.
Вениамин Смехов, Владимир Акимов, Михаил Шемякин, Лидия Сарнова, Ирэна Высоцкая, Татьяна Иваненко, как и мать Владимира Нина Максимовна, не смогли сообщить никаких данных о крещении Высоцкого. Оксана Афанасьева (Ярмольник) утверждала: не крещён. Иза Константиновна Высоцкая также склонялась к этому мнению. Валерий Янклович сообщил: «90 процентов — не крещён». Протоиерей Константин Смирнов, лично знавший Высоцкого, в интервью говорил, что на конец 1960-х годов Высоцкий не был крещён. По предположению Людмилы Абрамовой, Владимир Семёнович крестился в Армении, поскольку заходил к ней за нательным крестиком незадолго до поездки. Эту версию опровергал Давид Карапетян, ездивший туда в 1970 году с Высоцким: помимо отрицания факта крещения в Армении, Карапетян, близко знавший Высоцкого, считал его атеистом.
Леонид Мончинский никогда не спрашивал Высоцкого о крещении, но вспоминал, что когда тот жил у него на квартире в Иркутске (1976), каждое утро молился вместе с его православной матерью. По его мнению, Высоцкий «ушёл верующим человеком». Точно так же считали Всеволод Абдулов и Игорь Шевцов. Владимир Семёнович неоднократно посещал Троице-Сергиеву Лавру, другие храмы. Василиса Васильева утверждает, что её брат Михаил видел на поэте нательный крест во время снятия с него посмертной маски. Среди книг Высоцкого после его смерти обнаружились молитвослов (1894), церковный календарь на 1977 год, Библия издательства Московской Патриархии (1968) и две версии Нового Завета. Установить, были ли эти книги кем-то подарены или их приобрёл сам Высоцкий, не удалось.
Несмотря на отсутствие достоверной информации относительно факта крещения Высоцкого, «С недавнего времени у могилы поэта… непосредственно у входа в Андреевскую церковь Ваганьковского прихода… в день рождения и в день смерти приходское духовенство совершает панихиды, за которыми молятся многочисленные поклонники таланта Владимира Высоцкого, его родные и близкие <…> Регулярное совершение панихид у могилы Владимира Высоцкого в памятные дни было установлено настоятелем прихода по просьбе верующих после подтверждения родными и близкими православного вероисповедания и крещения поэта».

## Творчество. Анализ

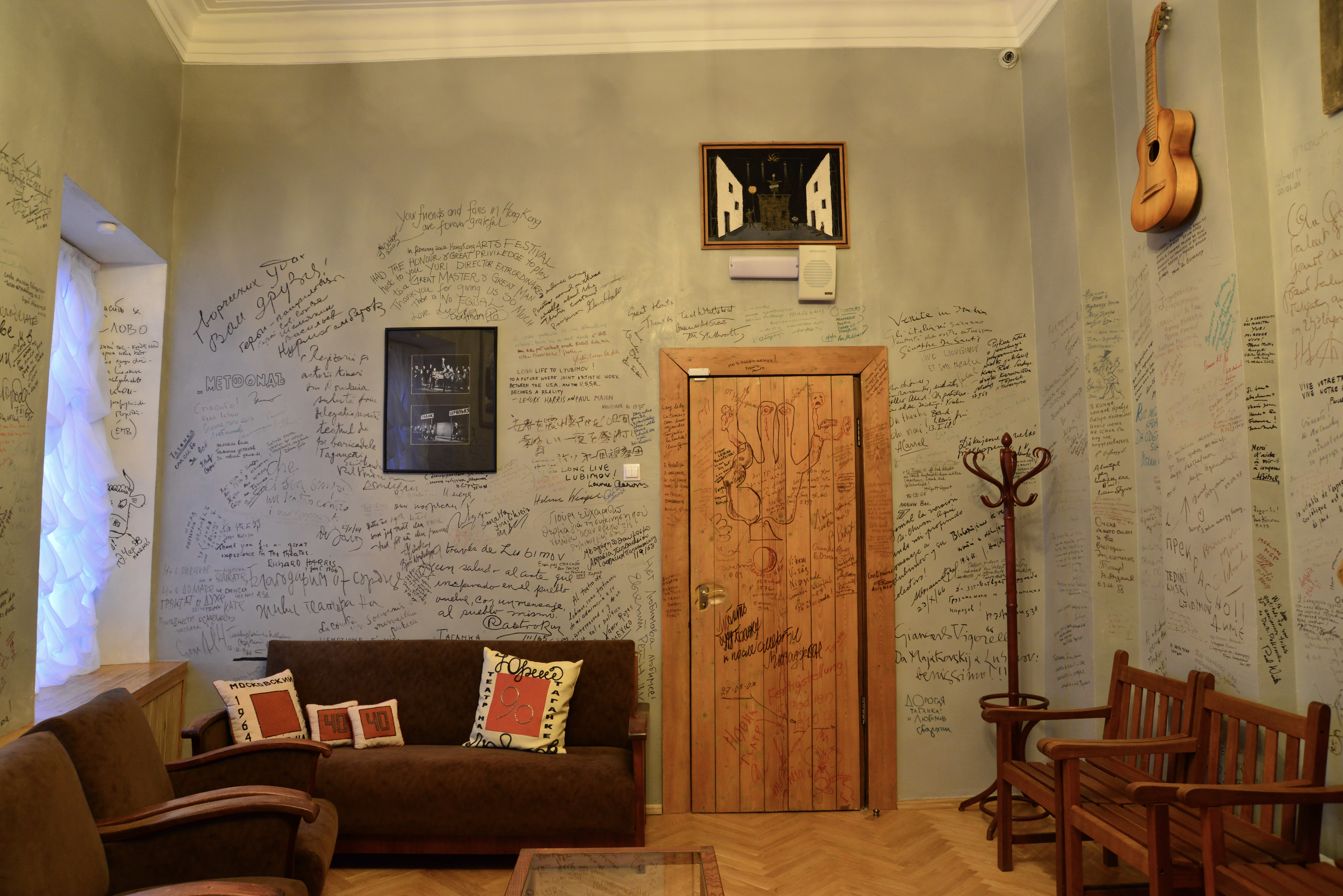
Гитара Высоцкого в кабинете Любимова

### Музыка, голос, инструменты
Высоцкий обладал уникальным тембром — хриплым и глухим баритоном с диапазоном в две с половиной октавы. Высоцковеды подчёркивают, что произведения Владимира Семёновича необходимо воспринимать как единое художественное целое, рассматривая при анализе не только текст и музыку, но и ритм, темп, интонации во время исполнения. Одним из важнейших элементов его песен исследователи называют метроритм. Первая гитара была подарена Высоцкому его матерью, Ниной Максимовной, на семнадцатилетие. Высоцкий всегда играл на семиструнных гитарах. Если ему приходилось пользоваться чужой шестиструнной гитарой, то он её перестраивал на семиструнную без басовой струны. Высоцкий часто немного расстраивал (от классической настройки) струны гитары — «приспускал» их. По мнению певца и композитора Александра Кальянова, это гармонировало с голосом певца и создавало особую, притягательную «атмосферу дворовости» на концертах. Со второй половины 1960-х годов гитара стала неотъемлемой частью образа Владимира Высоцкого. Вознесенский писал о нём: «Шёл популярней, чем Пеле, / Носил гитару на плече».

### Проза, сценарии
Литературное наследие Высоцкого также включает прозаические произведения и сценарии. В их числе — «Удивительная история очень молодого человека из Ленинграда и девушки из Шербура»; этот сценарий, возможно, создавался с расчётом на участие в будущем кинофильме и Владимира Семёновича, и Марины Влади. Сохранилась рукопись сочинённого Высоцким короткометражного сценария «Где центр?», датированного предположительно 1969—1970 годами. В РГАЛИ хранится сценарный набросок Владимира Семёновича «Диалог о спорте», написанный для кинофильма «Спорт, спорт, спорт» (1970), но не предложенного в картину. Среди нереализованных проектов Высоцкого — совместная с Эдуардом Володарским работа над сценарием «Каникулы после войны» («Венские каникулы»), а с Игорем Шевцовым — над сценарием для фильма «Зелёный фургон» по повести Александра Козачинского. После смерти Высоцкого в его рукописях был обнаружен «Роман о девочках» («Девочки любили иностранцев…») — прозаическое произведение, написанное, предположительно, в 1977 году

### Дневники
Высоцковедами изучается и такой пласт творческого наследия Владимира Высоцкого, как дневники. Их поэт вёл нерегулярно. Сохранились отрывочные записи, предположительно датированные концом 1963-го, осенью 1967-го, 1971—1972-м и зимой 1975 года. Это были авторские заметки, не предназначавшиеся для печати, своего рода «записки для личного пользования», переходящие в прозу. Отдельные заметки по стилистике близки вставным новеллам. По словам исследователя Галины Шпилевой, дневник Высоцкого — это сложившийся литературный текст, записи «поэта, который мыслит образами, держится на поэтическом „нерве“».

### Рецензии, критика
Театральные роли и экранные образы Высоцкого далеко не сразу стали объектом внимания критиков. Тем не менее ещё при жизни Владимира Семёновича появилось немало рецензий, позволяющих понять, как развивалась его актёрская биография. Первое появление его фамилии на страницах всесоюзного издания произошло в 1960 году, когда корреспондент газеты «Советская культура» Л. Сергеев разместил материал о дипломном спектакле по пьесе Горького «На дне», поставленном в Школе-студии МХАТ. В статье «Девятнадцать из МХАТ» был упомянут и эпизод с участием Высоцкого, исполнившего роль картузника Бубнова. С приходом артиста в Театр на Таганке его фамилия стала появляться в рецензиях довольно часто, однако поначалу она в основном упоминалась в общем перечне исполнителей, участвовавших в тех или иных постановках.

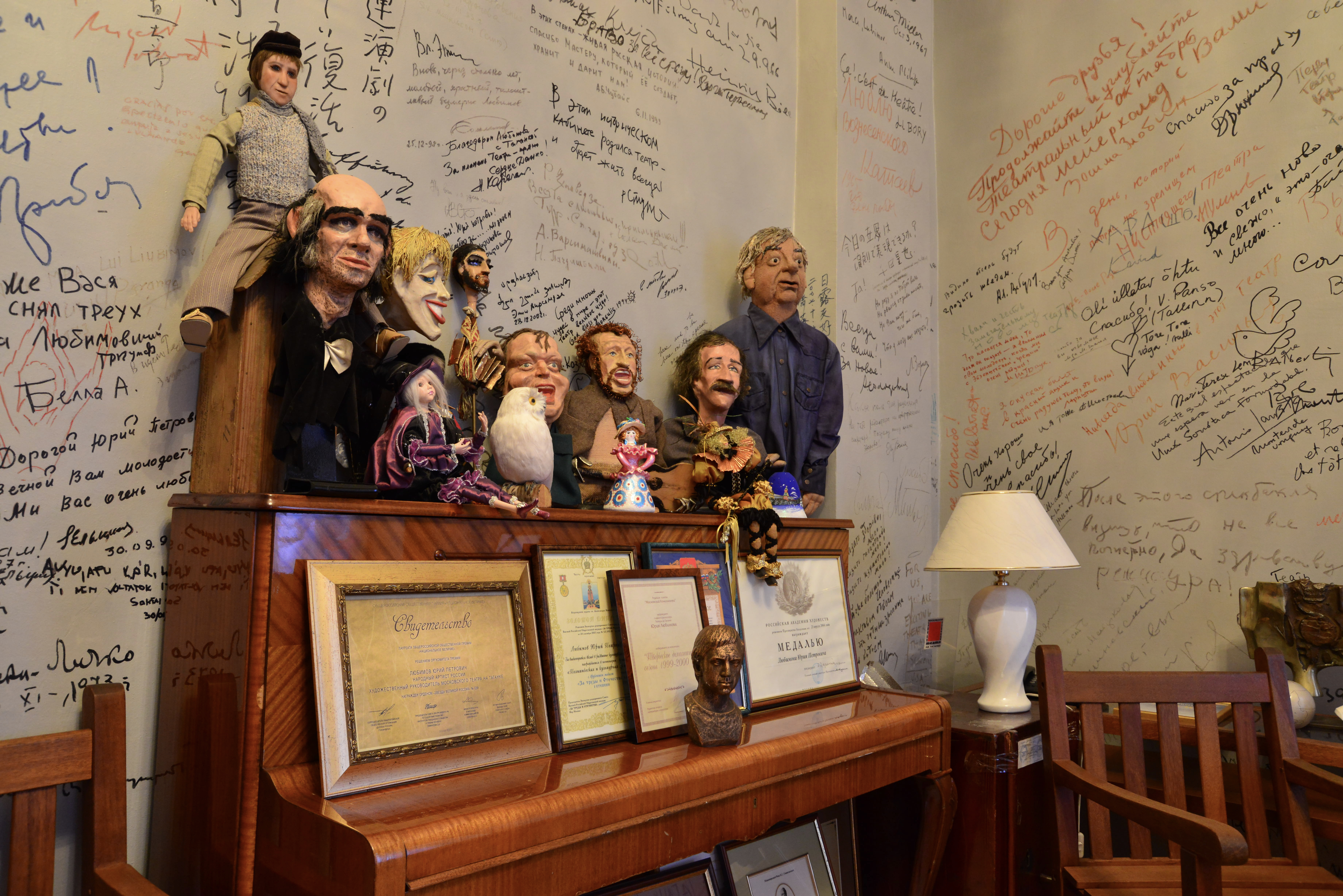
Кабинет Юрия Любимова в Театре на Таганке

В 1966 году Высоцкий впервые сыграл на таганской сцене главную роль — Галилея в спектакле «Жизнь Галилея». Пресса в целом благожелательно отреагировала и на постановку Любимова, и на работу Высоцкого. Искусствовед Александр Аникст писал на страницах «Московского комсомольца», что «Галилей становится для нас живым человеком, в судьбе которого мы горячо заинтересованы». По словам театрального критика Вадима Фролова, в театре появился артист, работающий на уровне «большого художника». В то же время рецензент Инна Вишневская отметила, что актёрский темперамент в «Жизни Галилея» превалировал над мыслью.
С интересом была воспринята театроведами и созданная Высоцким роль Хлопуши в спектакле «Пугачёв». Рецензенты отмечали «поэтичность и огневой темперамент» персонажа, называли героя «воплощением стихии мятежа», подчёркивали умение Высоцкого донести до зрителей «самую сокровенную суть поэмы». Большое количество публикаций появилось и после выхода «Гамлета». По мнению театроведа Вадима Гаевского, «Гамлет Высоцкого — одинокий Гамлет». Критик В. Щербаков писал, что «Высоцкий сыграл не только высокую правду Гамлета, но и его невольную, неизбежную, трагическую вину».
Пристальное внимание кинокритиков к экранным работам Высоцкого началось с картины «Вертикаль». Правда, сама роль радиста Володи, сыгранная актёром, почти не вызвала реакции рецензентов. Они в основном отмечали «философичность, такт и вкус в песнях В. Высоцкого, которыми щедро расцвечен фильм». «Песенно-исполнительское» амплуа героя в основном интересовало рецензентов и в ленте «Короткие встречи»: «Он обаятелен, этот Максим, в исполнении Владимира Высоцкого, не расстающегося с гитарой и песнями, когда ему хорошо и когда ему плохо». Более разнообразными были отзывы критиков о герое Высоцкого — поручике Брусенцове — из фильма «Служили два товарища». Если киноведы В. Соломатин и Марк Зак сочли, что работа Владимира Семёновича оказалась качественной, но традиционной, не несущей профессиональных новаций, то искусствовед Наталья Крымова, напротив, отмечала, что образ Брусенцова был создан в обход штампов. По мнению Крымовой, эта роль стала демонстрацией масштаба актёрского дарования Высоцкого.
Весьма серьёзная аналитика появилась после выхода картины «Плохой хороший человек», причём о персонаже Высоцкого — зоологе фон Корене — писали не только киноведы, но и театроведы — Константин Рудницкий, Александр Свободин и другие, что само по себе, по замечанию высоцковеда Елены Кузнецовой, являлось «показателем качества: театроведы „берутся за перо“ только тогда, когда речь идёт о высокохудожественном материале». Довольно много отзывов вызвал и выход фильма «Место встречи изменить нельзя». Практически повсеместно отмечалась актёрская работа Высоцкого, игру которого сравнивали «со школой старого МХАТа».

## После смерти

### «Феномен всенародного литературоведения»
Мамаша, успокойтесь, он не хулиган,
Он не пристанет к вам на полустанке,
В войну Малахов помните курган?

С гранатами такие шли под танки.
…Чтоб мы не унижались за гроши,
Чтоб мы не жили, мать, по-идиотски,
Ушёл из жизни хулиган Шукшин,
Ушёл из жизни хулиган Высоцкий.
Известие о смерти Высоцкого вызвало большое количество стихийных песенных и стихотворных откликов; впоследствии этот спонтанный всплеск поэтического творчества, охвативший самые разные слои населения, получил название «феномен всенародного литературоведения».
Сначала люди приносили листки со стихами, адресованными Владимиру Семёновичу, к Театру на Таганке; позже многочисленные посвящения появились на Ваганьковском кладбище. Их переписывали, перепечатывали на машинках, распространяли в списках, включали в самодельные буклеты. Тогда же возникло большое количество легенд, связанных с образом и биографией поэта. В марте 1990 года информационный бюллетень «Вагант» воспроизвёл один из таких мифов. Согласно ему, серебряный венок на могилу Высоцкого принёс Булат Окуджава, с которым «они пять лет в одной камере просидели». Другая легенда касалась «последнего» стихотворения поэта — летом 1980 года в самиздатовские сборники включался текст, приписываемый Владимиру Семёновичу и начинавшийся со слов благодарности тем, кто пришёл навестить его на кладбище: «Спасибо, друг, что посетил / Печальный мой приют». Версия о том, что эти строки принадлежали Высоцкому, была в ту пору весьма популярной, и отдельные районные и городские газеты перепечатывали их к памятным датам в течение долгого времени.
По замечанию литературоведа Владимира Новикова, основным посылом народной «высоцкианы», объединившей авторов-любителей (зачастую анонимных) с профессиональными литераторами, стала «неподдельная эмоциональность». Так, в канун похорон Высоцкого стихи, посвящённые его памяти, написал главный режиссёр «Таганки» Юрий Любимов, упомянувший в одном из интервью, что они не предназначались для печати: «Предсмертно метался, / Рвал струны и сердце / Усердно, усердно! / Крещендо! Крещендо!». Актёр Леонид Филатов в июле 1980 года сочинил стихотворение, заканчивавшееся строчками: «И на равных в то утро / У таганских ворот / Академик и урка / Представляли народ». Олег Даль, в день похорон Владимира Семёновича произнёсший, по свидетельству очевидцев, фразу «Теперь моя очередь», в январе 1981 года написал поэтическую исповедь с признанием «И одиночество, и злоба, / И плачу я во сне, и просыпаюсь». Стихотворение имело заголовок «В. Высоцкому. Брату». Через два месяца, в марте, Даль скончался.
Немалое количество произведений посвятили Высоцкому представители жанра авторской песни. На вечере памяти поэта, состоявшемся в декабре 1980 года в Доме культуры «Прожектор», впервые для широкой аудитории прозвучала баллада Булата Окуджавы «О Володе Высоцком», в которой присутствовали аллегорические образы чёрного и белого аистов: «Белый аист московский на белое небо взлетел, / чёрный аист московский на чёрную землю спустился». В поэтике Окуджавы белый аист символизировал надежду, чёрный являлся воплощением конца земного пути. Александр Городницкий на том же вечере исполнил песню, начинавшуюся словами: «Погиб поэт. Так умирает Гамлет, / Опробованный ядом и клинком». Своё поэтическое «Письмо» адресовал Высоцкому Юрий Визбор: «Привет тебе, Володя, с Садового кольца, / Где льют дожди, похожие на слёзы». Андрей Макаревич посвятил Высоцкому песню «Я разбил об асфальт / расписные стеклянные детские замки…».
Значительная часть стихотворно-песенных посвящений была впоследствии включена в изданный библиотекой журнала «Вагант-Москва» двухтомник «Светлой памяти Владимира Высоцкого» (составитель — Зинаида Лихачёва). На рубеже XX и XXI столетий в это собрание входило не менее десяти тысяч поэтических текстов.

### Памятники

Памятник Владимиру Высоцкому на Ваганьковском кладбище. Скульптор Александр Рукавишников, архитектор Илья Вознесенский

Вдова поэта Марина Влади придерживалась мнения, что на могиле Высоцкого должен находиться природный камень: «Пусть он будет некрасивый, но он должен передавать образ Володи. Природа, создавшая ни на кого не похожего Высоцкого, выразит то, что не сможет сделать ни один художник…». Влади обратилась к Вадиму Туманову, и по его просьбе геологи нашли в Казахстане камень весом шесть тонн — серебристую на сколе разновидность троктолита. Камень привезли в Москву и доставили на дачу Туманова. Совершенно иного мнения придерживались Нина Максимовна и Семён Владимирович Высоцкие: родители поэта хотели, чтобы их сын на памятнике выглядел «как живой».
В 1982 году стартовал конкурс на лучший проект надгробия. Конкурс проводился в закрытом формате — артисты «Таганки» частным образом обзванивали художников и скульпторов. 25 января 1983 года в театре открылась выставка, на которой оказалось представлено около шестидесяти разнообразных проектов. Марина Влади предпочла вариант Давида Боровского — надгробие в виде настоящего метеорита, вправленного в камень. По замыслу скульптора, метеорит должен был «с брызгами» врезаться в камень, на композиции предполагалось выбить лишь одно слово — «ВЫСОЦКИЙ». Юрий Любимов тоже очень увлёкся этой идеей — он ездил в Академию наук и договаривался с учёными о предоставлении метеорита. Родителям Высоцкого понравился памятник скульптора Александра Рукавишникова и архитектора Игоря Вознесенского. Вадим Туманов, оценивавший эту работу словами: «Похож! Похож!», укрепил их в этом мнении. Основная тема памятника была близка песне «Кони привередливые». Скульптор описывал свой взгляд так: «Но мы видим в нём, в первую очередь, земного человека, нашего современника, который ходил по знакомым улицам Москвы».
Инициаторам проекта пришлось потратить два года на согласования и утверждения — чиновники Управления культуры требовали внести изменения, отказаться от части скульптуры, уменьшить её высоту. Семён Владимирович Высоцкий, пользуясь своими связями, всё же добился разрешения на установку памятника в задуманном виде. Скульптуру изготовили на Мытищинском заводе художественного литья имени Екатерины Белашовой. Работу оплатили родственники поэта, Рукавишников отказался от гонорара. 12 октября 1985 года состоялось открытие надгробного памятника Высоцкому на Ваганьковском кладбище. К 35-летию со дня установки памятника автор надгробия, скульптор Александр Рукавишников, изменил его высоту и выражение бронзового лица поэта так, как было задумано изначально.
В 1988 году во внутреннем дворе театра на Таганке установили скульптуру авторства Геннадия Распопова — «Высоцкий-Гамлет», а также укрепили мемориальную доску на Малой Грузинской, 28 с надписью: «Поэт и артист жил в этом доме с 1975 года по 1980 год». В последующие годы памятники, мемориальные доски и барельефы, посвящённые Владимиру Высоцкому, появились в разных городах и странах, в том числе в Чикаго, Подгорице, Выршеце, Дубне и других.
Ещё один дом, в котором Высоцкий жил в Москве, был отмечен мемориальной доской в 2023 году, её укрепили на Матвеевской, 6 с надписью: «Поэт и актёр жил в этом доме с 1971 года по 1975 год».

### Полемика вокруг Высоцкого
В 1980-х годах в советской прессе возникли дискуссии, связанные с творчеством Высоцкого и поведением его поклонников. Инициатором полемики стал Станислав Куняев, который, откликаясь на проводившееся «Литературной газетой» обсуждение на тему «Культура: народность и массовость», отправил в редакцию статью «От великого до смешного». Она была опубликована 9 июня 1982 года. По словам автора статьи, тексты Высоцкого в чистом виде, без голоса и гитары, представляют собой «и безвкусицу, и фельетонность, и любительщину», а лирическим героем многих произведений поэта является «как правило, примитивный человек, полуспившийся Ваня, приблатнённый Серёжа». Через два года Куняев развил тему на страницах журнала «Наш современник», опубликовав там материал «Что тебе поют?» (1984, № 7). В статье он спрогнозировал, что Высоцкий будет быстро забыт, и изложил свои впечатления от посещения Ваганьковского кладбища. По данным Куняева, поклонники поэта фактически ликвидировали могилу умершего в 1940 году «майора Петрова», который был похоронен в четырёх метрах от памятника Высоцкому. Затем следовал вывод: «Я не могу себе представить, чтобы поклонники Блока, Твардовского, Заболоцкого или Пастернака могли позволить себе из любви к своему божеству равнодушно топтаться на чужих могилах».
Куняева поддержали журналы «Молодая гвардия» и «Дон». В «Нашем современнике» несколько месяцев спустя появилась подборка читательских писем. Их авторы писали о поклонниках Высоцкого как об «оголтелой толпе» и «социальной силе». В то же время журнал «Юность» (1986, № 7) привёл высказывания людей, знакомых с историей ваганьковских погребений. Среди них — Станислав Иванович Анисимов, родившийся в 1935 году и проживавший на территории Ваганьковского кладбища: «Наш маленький деревянный домик стоял на месте захоронения В. С. Высоцкого. <…> Берусь утверждать, что захоронений, относящихся к 1940 году, в районе могилы В. С. Высоцкого в радиусе 5—7 метров не было». Кроме того, специализированный трест бытового обслуживания при исполкоме Моссовета дал официальный ответ. В письме сообщалось, что «захоронения на 1-м участке Ваганьковского кладбища, где в настоящее время находится могила Высоцкого, в 40-е годы не производились. Освоение этой площадки под захоронения началось в 60-е годы. Металлическая табличка с надписью „Майор Петров А. С. ок. 1940 г.“ была установлена неизвестными лицами у растущей рядом берёзы на свободном месте. Данная табличка была снята сразу после её установления в 1982 г.».
В защиту Высоцкого выступили в ту пору представители самых разных сфер деятельности. Так, философ Валентин Толстых писал: «С. Куняеву и тем, кто с ним согласен, предстоит ещё разобраться, почему так волнует, трогает Высоцкий своими песнями (и не только о войне и мужском товариществе) профессоров медицины и философов, рабочих и космонавтов, инженеров и студентов, не мешая всем любить и понимать Пушкина, Моцарта и Блока». По словам Алексея Германа, Высоцкий «бывал беспощаден, но никогда не был злым. У него всё замешено на любви, на вере в человеческую душу». Александр Мень признавался, что, не зная Высоцкого лично, он всегда с удовольствием слушал его песни — это «первый народный поэт, отразивший весь срез эпохи последнего десятилетия».

### Легализация литературного наследия Высоцкого

Музей Высоцкого на Таганке

Высоцкий, по словам его матери Нины Максимовны, верил, что его песни и стихи со временем дойдут не только до слушателей, но и до читателей; однажды в её присутствии поэт произнёс: «А всё равно меня будут печатать! Хоть после смерти, но будут». В 1981 году издательство «Современник» выпустило первый в СССР сборник произведений Высоцкого «Нерв» (тираж 25 000 экземпляров). Размещённые в выходных данных слова «Подписано в печать» означали — в том числе, — что все тексты, включённые в книгу, предварительно получили разрешение цензуры. Составитель «Нерва» — поэт Роберт Рождественский — не входил в число друзей Владимира Семёновича и не был близок Театру на Таганке. Леонид Филатов, ещё в 1975 году сочинивший ряд пародий для спектакля «В поисках жанра», шуточные стихи от имени Рождественского начал так: «Может, это прозвучит / Резко. / Может, это прозвучит / Дерзко, / Но в театры я хожу / Редко, / А Таганку не люблю / С детства…». Тем не менее именно выход «Нерва» с предисловием Рождественского стал, по замечанию Владимира Новикова, «первым решительным прорывом», во многом определившим дальнейшее развитие советской культурной истории.
В 1981 году небольшие подборки произведений Высоцкого вышли также в журналах «Дружба народов» (№ 5) и «Литературная Грузия» (№ 8). В то же время запреты на имя поэта продолжали действовать в других городах и редакциях. К примеру, когда писатель Борис Друян предложил опубликовать на страницах журнала «Нева» несколько военных песен Владимира Семёновича, главный редактор этого издания Дмитрий Хренков не без сожаления сообщил, что «Высоцкий в чёрном списке, а список составили на самом верху».
Перелом, связанный с легализацией песенно-стихотворного творчества Владимира Семёновича и обретением им официального статуса поэта, обозначился в 1986 году, когда при Союзе писателей СССР была образована комиссия по литературному наследию Высоцкого. Её председателем стал Роберт Рождественский, ответственным секретарём — искусствовед Наталья Крымова, опубликовавшая свою первую статью о Владимире Семёновиче ещё в 1968 году. Комиссия провела только одно — организационное — заседание, на котором было принято решение о необходимости «скорейшего и полнейшего издания наследия поэта». Информация о создании этого органа, появившаяся в «Литературной газете» (1986, 19 марта), стала своеобразным сигналом к тому, что запрет на публикацию текстов Высоцкого уже не актуален. Осенью того же года вышли подготовленные Крымовой подборки произведений поэта в «Дружбе народов» (№ 10) и «Авроре» (№ 9). Тем не менее цензурные ограничения ещё продолжали действовать. Так, журнал «Огонёк» (1986, № 28) при публикации очерка Валерия Золотухина об истории создания «Баньки» изъял из цитируемой песни строки «И наколка времён культа личности / Засинеет на левой груди». Лишь в 1987 году, после посмертного присуждения Высоцкому Государственной премии СССР, произошло «полное официальное признание некогда опального художника».

### Актуальность творчества. Влияние
Афоризмы
- Нет, ребята, всё не так.
- Обложили меня, обложили.
- Ни единою буквой не лгу.
- Лечь бы на дно, как подводная лодка.
- Мы в очереди первыми стояли, — а те, кто сзади нас, уже едят!
- Колея эта — только моя.
- Выбирайтесь своей колеёй[437].

Композитор Альфред Шнитке, говоря о Высоцком, отметил: «Высоцкий останется, потому что он оказал огромное влияние на множество людей. Трудно даже сказать, кто ещё мог оказать такое влияние». Свидетельством актуальности стихов и песен Владимира Семёновича в XXI веке являются итоги опроса общественного мнения, проведённого ВЦИОМ в январе 2018 года. Согласно данным социологов, Владимир Семёнович входит в число «русских кумиров XX века» (в народном рейтинге его опережает только Юрий Гагарин); творчество поэта является «всенародно любимым»; две трети респондентов считают, что Высоцкий «оказал сильное влияние на формирование взглядов своих современников и последующих поколений». В число произведений, которые были названы участниками опроса как понравившиеся или более всего запомнившиеся, входят «Песня о друге», «Скалолазка», «Кони привередливые», «Охота на волков» и другие.
Высоцкий является одним из тех литераторов, строки которого пополнили сборники современных цитат и крылатых выражений. Так, по количеству афоризмов, ушедших в повседневный обиход, песня «Диалог у телевизора» сопоставима с грибоедовской комедией «Горе от ума». В повседневный лексикон россиян вошли такие фразы из произведений Высоцкого, как «Лучше гор могут быть только горы», «Настоящих буйных мало — вот и нету вожаков», «Если я чего решил, то выпью обязательно», «Чё б нам было с пяти бутылок!», «Страшно, аж жуть!» и многие другие.
В 1990 году журнал «Аврора» воспроизвёл предсказание актёра Ролана Быкова, сделанное десятью годами ранее и касавшееся творчества Высоцкого: «Я думаю, что в школах очень скоро будут изучать такого поэта». В последующие десятилетия стихотворения и песни Высоцкого действительно вошли в школьные программы, в том числе факультативно. К примеру, «Банька по-белому» в 2000 году была включена в учебное пособие «Русская литература XX века» для 11-го класса общеобразовательных школ. По словам высоцковеда Анатолия Кулагина, написавшего для этого учебника главу «Авторская песня», «Банька» может изучаться на так называемых комбинированных уроках под условным названием «Из тумана холодного прошлого…» — наряду с «Облаками» Галича и поэмой «По праву памяти» Твардовского. В 2005 году для преподавателей было издано методическое пособие «Портфель учителя» с материалами для уроков и внеклассной работы по теме «Литература. Высоцкий в школе. 5—11 классы». В том же году Анатолий Кулагин подготовил к выпуску книгу для старшеклассников «Беседы о Высоцком».
Творчество Высоцкого изучается в общеобразовательных школах разных стран. Так, в хрестоматии для учащихся школ и училищ Чехии включены «Песня о друге», «Притча о Правде и Лжи», «Диалог у телевизора».
Материалы, рассказывающие о жизни и поэзии Высоцкого, ещё в 1995 году были помещены в выпущенное в Израиле «Пособие для подготовки старшеклассников к экзамену на аттестат зрелости (багрут)», а в 2002 году — в учебник русского языка «На одной планете».
В США в 2009 году вышел учебник Р. Джонес «Использование музыки Владимира Высоцкого при обучении русскому языку» — автор пособия, защитившая диссертацию по творчеству поэта, подготовила перечень рекомендаций, сделанных на основе её собственных методических наработок.
Чешский поэт и прозаик Богумил Грабал при составлении списка десяти деятелей мировой литературы, оказавших значительное влияние на гуманитарные процессы, указал в нём фамилию Высоцкого; в одном из своих произведений Грабал признался: «В основе моей поэтики и моей жизни стоят три хулигана: Серёжа Есенин, Василий Шукшин и Володя Высоцкий».
Произведения Высоцкого переведены на английский, болгарский, итальянский, датский, немецкий, польский, сербский, румынский, словацкий, французский, чешский, шведский языки.
Весьма значительное влияние Высоцкий оказал и на развитие русского рока. Один из основоположников рок-андеграунда Илья Смирнов, описывая зарождение «времени колокольчиков» как визитной карточки русской рок-поэзии 1980-х годов, упоминал, что «для рокеров <…> Высоцкий занимает место в пантеоне рядом с Джоном Ленноном». Ряд музыкантов — Константин Кинчев, Юрий Шевчук, Александр Башлачёв — воспринимали поэта как «отца русского рока». Илья Смирнов отмечал, что «Владимир Высоцкий был и пионером панк-мышления, и рок-революцию в аранжировке и инструментале начал задолго до длинноволосых и „внольстриженных“ экспериментаторов». Юрий Шевчук признавался: «Я считаю Владимира Семёновича одним из своих учителей, но не всегда я отличник». 
О воздействии творчества Высоцкого на поэзию Башлачёва исследователь С. В. Свиридов писал так:

Таганский певец мимоходом роняет метафору — Башлачёв её поднимает, пускает в огранку, активизирует её образный потенциал, в итоге далеко уходя от начального образца. Образный ряд «жизнь — плавание — вода» он сближает с рядом «вода — питье — жизнь» и включает в поэтический инструментарий своей главной темы — истинного и ложного бытия. 

## Комментарии
1. ↑  Источники указывают разные даты рождения Высоцкой (Семененко) Дарьи (Ираиды) Алексеевны (урожд. Бронштейн Деборы Евсеевны). Владимир Новиков называет 1896 год[13], Виктор Бакин приводит данные о 1893—1894 годах[14], двоюродная сестра Владимира Высоцкого Ирэна в своей книге приводит данные родственников о том, что бабушка несколько раз меняла имя в официальных документах — «Дебора — Дора — Иродиада — Ирина — Дарья» и публикует документы о существовании двух версий даты её рождения — 29 ноября 1893 года и 22 ноября 1891 года. Место рождения — Житомир[15].
2. ↑  Двоюродная сестра Владимира Высоцкого — Ирэна — утверждала со ссылкой на свои данные, воспоминания первой супруги Высоцкого — Изы и матери Высоцкого — Нины Максимовны, что Володя никогда не называл Лихалатову «мамой». Только «тётей Женей»[33].
3. ↑  Высоцкий и Кохановский, случайно услышав реплику «Зовите меня просто — Вася», стали обращаться к друг другу: Вася, Васёк, Васёчек. Друзья из компании тоже назывались «Васёчки»[38].
4. ↑  Источники указывают разные даты появления Левона Кочаряна на Большом Каретном. Владимир Новиков считает, что это примерно 1951 год[42], Виктор Бакин приводит данные о конце 1955 года[48]. Одноклассник Высоцкого Владимир Акимов описывает случай, когда на школьных каникулах между 9 и 10 классом (1954 год) Володя Высоцкий показывал ему Левона Кочаряна на пляже[49]. Лидия Сарнова утверждает, что знакомству с Кочаряном Высоцкий обязан её сестре, которая училась вместе с Левоном на юридическом факультете и в 1951 году привела его на Каретный[50].
5. ↑  Среди высоцковедов нет единого мнения об истории песни. Владимир Новиков писал, что замысел «Татуировки» появился в ленинградском автобусе, первым слушателем песни был Артур Макаров, вторым — Инна Кочарян[86]. Марк Цыбульский со ссылкой на Инну Кочарян указывает, что песня была сочинена в Севастополе[87]. По версии Павла Фокина, «Татуировка» впервые прозвучала 29 июля 1961 года на проводах Левона Кочаряна в Севастополь. Этот же текстолог упоминал о сведениях, согласно которым основная версия произведения появилась осенью 1961 года[88].
6. ↑  Полный стихотворно-письменный текст произведения с названием «Пособие для начинающих и законченных халтурщиков» был обнаружен в архивах Нины Максимовны Высоцкой и опубликован в 1989 году в журнале «Русская речь» (№ 6)[90][91].
7. ↑  Песню «Я — сказочник», которую приписывали Высоцкому, написал Юрий Кукин, а песню «Зато мы делаем ракеты» — Юрий Визбор[140].
8. ↑  Врачи предполагали прободение желудка, но окончательной версией диагноза было «артериальное кровотечение, возникающее при разрыве слизистой оболочки в области желудочно-пищеводного соединения». Кровотечение удалось остановить без операции. Чуть больше суток Высоцкого держали в реанимации, а через 5 дней (23 июля) выписали из клиники. Существует версия, согласно которой Высоцкий пережил остановку сердца и клиническую смерть. По мнению Виктора Бакина, опирающемуся на его опрос врача-реаниматолога Леонида Сульповара, в данном эпизоде клинической смерти не было. Распространявшуюся в дальнейшем информацию о ней он считает «легендой»[174].
9. ↑  По словам Валерия Янкловича, Анатолий Федотов из-за переживаний по поводу смерти Высоцкого начал на себе испытывать методику, применявшуюся при лечении Владимира Семёновича. Однако врач-реаниматолог, специально пройдя те же этапы, «не смог победить эту болезнь, — от неё и умер»[350].